# Wereldkampioenschap wegrace 1976
Het wereldkampioenschap wegrace seizoen 1976 was het 28e in de geschiedenis van het door de FIM georganiseerde wereldkampioenschap wegrace.

## Algemeen
FIM
- Al in de voorjaarsvergadering van 1975 had de FIM de maximale tankinhoud voor 1976 vastgesteld: voor 50cc-machines 10 liter, voor 125cc-machines 14 liter, voor 250cc-machines 18 liter en voor grotere motoren inclusief de zijspanklasse 24 liter. Bij gebruik van mengsmering mocht daar 1 liter aan worden toegevoegd voor de olie.
- Hoewel de organistoren intussen verplicht waren de beste 15 best geklasseerde rijders van het afgelopen jaar en de eerste 5 van het lopende jaar een start te geven, bleven coureurs klagen over de willekeur waarmee starts werden "geschonken" aan lokale rijders. Vooral in Zweden reden veel onbekende Scandinaviërs mee, terwijl toprijders als Patrick Fernandez, Christian Estrosi en Philippe Coulon geen start kregen. Estrosi en Coulon konden alsnof startten omdat hun sponsoren Esso en ELF andere rijders dwongen hun startrecht af te staan.

Merken/Teams
- Toen vrijwel alle fabrieken zich teruggetrokken hadden, bleven er alleen importeurs- en sponsorteams over. Zo ontstonden "Team ELF" (Bruno Kneubühler, Michel Rougerie en Philippe Coulon), het "Marlboro-Api Racing Team" (Giacomo en Felice Agostini), het "Life Racing Team" (Phil Read), "Heron Suzuki GB" (Barry Sheene en John Williams) en "Team Castrol" (Johnny Cecotto, Wil Hartog, Boet van Dulmen en Alex George).
- MV Agusta contracteerde Giacomo Agostini weer, die vrij kwam omdat Yamaha in 1976 geen fabrieksteam meer had. Dat was vervelend voor Phil Read, die op straat kwam te staan en zelfs als privérijder niet op MV Agusta's mocht rijden. MV Agusta moest Agostini wel toestaan om in de 750 cc klasse met andere machines te rijden, want dat was juist de reden dat hij ooit vertrokken was. Agostini adviseerde het team contact te zoeken met de framebouwers van Bimota en ondersteunde dat toen hij in Australië verslagen werd door Ken Blake, die met zijn Suzuki RG 500 bijna 5 seconden sneller was. Een officieel fabriekscontract was er overigens niet: Agostini leende de motorfietsen van de fabriek en was zelf verantwoordelijk voor het onderhoud. Daarvoor had hij steun van sigarettenfabrikant Marlboro en oliemaatschappij Api en kon hij 9 monteurs in dienst nemen. Een succes werd het niet: Agostini zette de 500cc-racer al na enkele wedstrijden aan de kant en de 350cc-versie haalde slechts 1 keer de finish: Ago won de TT van Assen. MV Agusta moest in december 1976 bekendmaken dat de race-activiteiten werden beëindigd. De Italiaanse regering had besloten dat de (verliesgevende) productie van wegmotoren naar Ducati in Bologna moest verhuizen en de nieuwe 500cc-boxermotor bleek niet sterk genoeg om kans te maken in de 500cc-klasse.
- Bultaco trok de topconstructeurs Jan Thiel en Martin Mijwaart aan. Zij werkten verder aan de Piovaticci racers die voor veel geld (2 miljoen gulden) van een ander logo werden voorzien. Door stakingen getroffen konden Thiel en Mijwaart voor aanvang van het seizoen geen nieuwe machines ontwikkelen. Ángel Nieto werd de enige coureur voor de fabriek, hoewel er plannen waren om ook Ricardo Tormo in het team op te nemen.
- In Finland werd steeds duidelijker dat het niet boterde tussen Pier Paolo Bianchi en Jörg Möller, hoofdcontsructeur van Morbidelli enerzijds, en Paolo Pileri anderzijds. Tijdens het Italiaans kampioenschap in Misano kwam het tot een uitbarsting tussen Möller en Pileri en werd de laatste ontslagen. Zijn 250cc-Morbidelli werd aan Giacomo Agostini uitgeleend en Pileri startte op een Yamaha TZ 350.
- Het Marlboro Api Racing Team van Agostini was van alle markten thuis. Als de MV Agusta's werden ingezet was het complete fabrieksteam van MV Agusta erbij. De andere monteurs Iain Mackey en Nobby Clark waren aangetrokken voor de Yamaha TZ 750, maar moesten, nadat Agostini de 500cc-MV Agusta 500 4C aan de kant zetten, ook aan de Suzuki RG 500 werken.
- Aan het einde van het seizoen maakte Yamaha bekend weer met een officieel fabrieksteam te gaan beginnen. Giacomo Agostini en Steve Baker werden uitgenodigd als rijders, maar Ago ging als privérijder het nieuwe seizoen in en Johnny Cecotto werd in het fabrieksteam opgenomen.

Coureurs
- Giacomo Agostini wist bij MV Agusta af te dwingen dat hij in de 750cc-klasse met andere merken mocht rijden. Dat was zijn voorwaarde om terug te keren naar Italië. In december 1975 werd al bekend dat Yamaha vier Yamaha TZ 750's klaar had staan: drie voor Agostini en een voor de Nederlander Wil Hartog. Hartog ging echter met Suzuki rijden in de 500- en de 750cc-klassen.
- Barry Sheene tekende een contract met de Britse Suzuki-importeur Suzuki-GB voor de 500- en de 750cc-klasse. In het team zaten ook John Williams en John Newbold. Sheene had niet veel op met Grand Prix-organisatoren. Na de TT van Assen verklaarde hij in zijn column in Moto 73: "Als ik dit kampioenschap vroeg in het seizoen kan winnen, dan vertoon ik me daarna niet meer op de Grands Prix; dan krijg ik tenminste ook geen last meer met sommige organisatoren." Toen hij in Zweden wereldkampioen werd verklaarde hij meteen dat hij niet naar Finland en Tsjecho-Slowakije zou gaan, maar wel naar Duitsland omdat het startgeld daar hoger was.
- Gianfranco Bonera ging van MV Agusta naar Aermacchi-Harley-Davidson, waar werd gecontracteerd voor de 350- en de 500cc-klassen. Walter Villa reed voor Harley-Davidson in de 250- en de 350cc-klassen.
- Nadat hij bij MV Agusta vervangen was door Giacomo Agostini schafte Phil Read een privé-motor aan: een Suzuki RG 500, maar enkele weken later werd hij opgenomen in het "Life Racing Team" (geleid door Alberto Pagani) met motoren van de Italiaanse Suzuki-importeur SAIAD.
- Boet van Dulmen beklaagde zich na de Grand Prix van België dat hij zich in de 500cc-klasse moest behelpen met een opgeboorde Yamaha TZ 350. Een week later beschikte hij dankzij Theo Meurs, zijn fanclub en sponsor Laponder over een Suzuki RG 500. Een week later leverde Suzuki-importeur Louwman er zelfs nóg een, maar Boet verkocht die machine door aan Alex George.

Races
- In Oostenrijk was er nogal wat verwarring vóór de races. Om te beginnen waren er een aantal coureurs naar het circuit afgereisd die daar te horen kregen dat ze (sommigen ondanks een contract) geen startgeld kregen omdat de organisatie "zich bedacht had". Daar was zelfs Jon Ekerold bij, die in 1975 nog tweede in de 500cc-klasse was geworden op de Salzburgring. De reden was niet moeilijk te raden: de organisatie ging ervan uit dat de coureurs na de lange reis ook zonder startgeld wel zouden starten. Verder was er verwarring over het al dan niet gebruiken van geluidsdempers op de uitlaten. Die verwarring was al in Frankrijk begonnen, maar toen had de wegracecommissie van de FIM verklaard dat de verplichting werd uitgesteld omdat ze te laat bekend was gemaakt. Pas op de vrijdag voor de trainingen besloot men te komen tot een definitieve invoering van de geluidsdempers bij de GP van België.
- Mugello werd door veel coureurs als een onplezierig circuit ervaren, vooral door de vele hobbels en rillen in de weg die door race-auto's waren veroorzaakt. Niet alleen vielen er twee dodelijke slachtoffers te betreuren: meer dan 50 coureurs vielen één of meer keer. Bovendien was het plaatselijke ziekenhuis verouderd en te ver van het circuit verwijderd.
- De GP van Joegoslavië boette nogal wat aan belang in omdat de 500cc-klasse er niet reed en veel topcoureurs kozen voor de Formule 750 race op het circuit van Nijvel en een lucratieve internationale race in Oostenrijk.
- De TT van Assen werd geteisterd door temperaturen van meer dan 30 °C. Dat was zwaar voor het publiek, voor de coureurs en ook voor de motoren, die vaak veel te warm werden. Ook de races werden er niet spannender van, want toen de rijders de uitputting nabij waren zakten de rondetijden in en werden de gevechten ook minder. Alex George schreef later dat hij zijn enkels verbrand had aan het frame dat door de uitlaten warm gestookt was en dat Philippe Coulon een black-out gehad had, waardoor hij voor de S-bocht remde, de rem weer losliet en net op tijd bij kennis kwam om voor de strobalen langs te sturen. Hij werd in de pitstraat door het team van Alex George opgevangen net voordat hij weer een flauwte kreeg. Ook Christian Estrosi werd bevangen door de hitte en zag tijdens de 500cc-race af en toe dubbel. Zijspancoureur Hermann Schmid won de zijspanrace maar kreeg na de finish een hartstilstand. Hij werd gered door hartmassage en naar het ziekenhuis van Assen vervoerd. Ook Karl Auer moest zijn race door de hitte bevangen afbreken.
- In België trok men lering uit de gebeurtenissen in Assen. Ook daar was het erg warm en de races werden ingekort. Een aantal Suzuki-coureurs kregen last van verbrande benen. Zij hadden grotere tanks gemonteerd waardoor ze bijpassende zitjes van de 750cc-machines moesten gebruiken. Daardoor kwamen hun benen nu tegen de hete uitlaatbochten.
- De Grand Prix van Zweden begon met een rijdersstaking van de 250cc-klasse. De coureurs wilden slicks gebruiken, maar de organisatie verbood dat. Volgens de FIM-reglementen waren slicks vanaf 350 cc toegestaan, maar de andere organisatoren deden er niet moeilijk over. De Zweden volgden het reglement en de coureurs werden dan ook in ongelijk gesteld. Een aantal topcoureurs kwam niet eens naar Zweden: Agostini vond het startgeld te laag, Cecotto concentreerde zich op de 350cc-klasse (die niet op het programma stond) en Michel Rougerie had een ernstig auto-ongeluk gehad.
- In Finland besloot de organisatie vanwege dreigend slecht weer slicks voor alle klassen te verbieden, zowel in de trainingen als in de races. Johnny Cecotto gebruikte ze desondanks tijdens de kwalificatie voor de 350cc-klasse, maar kreeg daarvoor 3 strafseconden waardoor hij op de 10e startplaats werd gezet.
- In Duitsland werden de twee laatste wereldtitels bekend: Ángel Nieto werd wereldkampioen 50 cc en Walter Villa haalde zelfs zijn tweede wereldtitel in dit jaar binnen. Na de 250cc-titel werd hij ook wereldkampioen 350 cc.

## Overleden
- Op 11 april verongelukte Gerhard Thurow tijdens de 50cc-wedstrijd van de Olof Races in Hilvarenbeek.
- Op 16 mei verongelukten de Italiaanse coureurs Paolo Tordi en Otello Buscherini tijdens de GP des Nations in Mugello. Tordi had de vijfde startplaats in de 350cc-klasse veroverd maar in de race viel hij waarbij hij door zijn eigen machine geraakt werd. Hij was vrijwel op slag dood als gevolg van letsels aan zijn borstkas. Buscherini had die dag zijn tweede plaats in de 125cc-klasse verloren zien gaan toen zijn Malanca stuk ging. Hij viel in de 250cc-race en overleed in het ziekenhuis aan een maagverwonding.
- Tijdens de Sidecar TT verongelukte Walter Wörner, de bakkenist van Siegfried Maier bij Greeba Castle op 6 juli.
- Les Kenny verongelukte op 12 juni tijdens de Lightweight TT door een vastloper bij Union Mills.

## Gestopt
- Toen de eerste GP's gereden werden wist eigenlijk niemand waar Kent Andersson gebleven was. Hij had kennelijk in België gewerkt en er gingen geruchten dat hij zijn "oude" 125cc-Yamaha verbeterd had. Hij verscheen echter pas in Assen weer aan de start met zijn zelfbouw Yamaha. Na de Grand Prix van België maakte hij bekend te zullen stoppen met racen. In die race stond hij zijn machine al af aan Leif Gustafsson. Hij ging voor Yamaha Motor NV in Amsterdam werken.
- Het weekend van de Belgische Grand Prix was bijzonder voor Phil Read. Terwijl hij in zwembroek aan de bar van het hotel zat meldde zijn manager Alberto Pagani dat hij ziek was. In elk geval had hij een woordenwisseling met zijn vrouw Madeleine en dat werd vermeld als de reden dat hij niet startte. Zijn monteurs wisten dat echter niet. Zij stonden een paar minuten voor de start nog op Phil te wachten, terwijl die al in Engeland was. 's Zondags verklaarde Pagani dat Phil niet meer buiten Engeland zou racen om meer aandacht te besteden aan zijn gezin (hij had vier kinderen) en zijn bedrijf (een helmenfabriek). Hij moest wel zonder zijn Suzuki's rijden, want die eiste sponsor Life meteen op.
- Dieter Braun viel hard in de Duitse Grand Prix in zijn jacht op Giacomo Agostini. Hij verwachtte niet dat zijn linkerarm volledig zou herstellen en maakte het einde van zijn carrière bekend, maar in 1977 kwam hij toch aan de start.

## Puntentelling
|         | 1e | 2e | 3e | 4e | 5e | 6e | 7e | 8e | 9e | 10e |
| Punten: | 15 | 12 | 10 | 8  | 6  | 5  | 4  | 3  | 2  | 1   |

## Aantal (tellende) wedstrijden
Om het aantal tellende resultaten te bepalen moest men bij een even aantal races dit aantal halveren en er één bij optellen. Bij een oneven aantal werd er eerst een bij opgeteld en dit getal werd dan gehalveerd.
| Klasse  | Races | Tellend |
| ------- | ----- | ------- |
| 50 cc   | 9     | 5       |
| 125 cc  | 9     | 5       |
| 250 cc  | 11    | 6       |
| 350 cc  | 10    | 6       |
| 500 cc  | 10    | 6       |
| zijspan | 7     | 4       |

## Bijzondere zaken
Geluidsnormen
De FIM stelde in 1976 geluidsnormen in, maar de invoering ervan verliep tamelijk chaotisch. Tijdens de eerste race in Frankrijk kregen de coureurs al meteen ontheffing om met ongedempte uitlaten te rijden. De regel was zó nieuw, dat de FIM zelf zei dat deze te laat was afgekondigd. Daardoor kon Giacomo Agostini een snelle trainingstijd rijden, maar iedereen begreep dat dat niet was gelukt met gedempte uitlaten op zijn MV Agusta 350 4C viertaktmotor. MV Agusta nam de proef op de som met de MV Agusta 500 4C. Die leverde 110 pk, maar toen het geluidsniveau tot 100 dB(A) was teruggebracht bleven er slechts 91 pk over. De tweetaktmotoren hadden daar geen last van: Barry Sheene had in het begin van het seizoen de snelste motorfiets, maar zijn Suzuki RG 500 was een van de weinige machines met geluidsdempers. In Oostenrijk, de tweede race, was er nog steeds verwarring over de uitlaatdempers. Toen de regel in België wél werd toegepast, reed daar de 350cc-klasse niet. Daardoor ontstonden er geen problemen, want Giacomo Agostini had zijn 500cc-MV Agusta aan de kant gezet en reed een Suzuki. De 350cc-MV Agusta kwam niet aan de start en hetzelfde gold voor de Grand Prix van Zweden.
In Finland werd de geluidskeuring vervolgens een farce, waarbij de organisatie alles in het werk stelde om MV Agusta tegemoet te komen. Eerst was het de bedoeling de geluidskeuring over te slaan, maar dat kon reglementair niet. Men accepteerde vervolgens een valse opgave van de boring/slagverhouding van het team, terwijl die toch vrij algemeen bekend was: 54 × 38 mm. Daardoor werd de meting bij een bepaalde gecorrigeerde zuigersnelheid uitgevoerd bij 7.000 tpm, terwijl dat 10.000 tpm had moeten zijn. De meting kwam uit op 113 dB(A) en MV Agusta claimde een vermogensverlies van 3 pk.
McCormack groep
Een aantal coureurs tekende afzonderlijk van hun eigen teams een contract met de organisatie van de Amerikaan Mark McCormack, die als manager van Jackie Stewart had opgetreden en hun belangen bij de organisatoren verdedigde. De eisen bestonden kort gezegd uit veel hogere startgelden en wanneer een van de elf aangesloten coureurs niet gecontracteerd werd voor een Grand Prix kwamen ze geen van allen. Het plan was gedoemd te mislukken: toen de handtekeningen in Duitsland werden gezet was Marco Lucchinelli al een grote bedreiging in de 500cc-klasse, maar hij maakte geen deel uit van de groep. Om hem te stuiten waren Giacomo Agostini, Barry Sheene, Phil Read en Teuvo Länsivuori wel gedwongen om te starten.
De Asser TT was de eerste die geconfronteerd werd met de McCormack groep, maar de organisatie weigerde eenvoudig om met vertegenwoordiger Ian Todd te praten, temeer omdat men ontdekte dat McCormack nog maar zes rijders vertegenwoordigde. Agostini, Cecotto, Villa en Sheene hadden zich al teruggetrokken, waarbij Sheene was teruggefloten door zijn sponsors. Opmerkelijk detail was dat Barry Sheene zijn column voor het blad Moto 73 toen kennelijk al geschreven had: in hetzelfde blad waarin hij dreigde niet naar Assen te komen stond ook al dat hij door Suzuki en zijn sponsors verplicht werd wél te gaan.
Isle of Man TT
Het besluit van de FIM op haar voorjaarscongres om een apart wereldkampioenschap voor stratencircuits in het leven te roepen werd met hoongelach begroet. Dit werd gedaan onder grote druk van de Auto-Cycle Union om de Isle of Man TT een nieuwe WK-status te geven. Andere organisatoren met stratencircuits, zoals Imatra, Opatija en de Nürburgring zagen hier echter een bedreiging in, want zij wilden absoluut niet tot een "tweederangs" WK veroordeeld worden. De FIM verdedigde het besluit als volgt: "Gezien het fundamenteel verschillende karakter van de TT en met in acht neming van de belangrijkheid van deze race, zijn rijke traditie en de diensten die de TT aan de motorsport verleend heeft, menen wij, dat het simpelweg schrappen van de GP-kalender - hoewel dit als een legale handeling beschouwd kan worden - de Tourist Trophy in haar betekenis zou schaden en in het bijzonder schade zou berokkenen aan de motorsport in het algemeen." De Snaefell Mountain Course had op dat moment al 105 levens geëist en dat was juist de reden dat de coureurs de TT boycotten. In de zomer kwam de ACU met een plan: een race uitsluitend voor viertaktmotoren tussen 351 en 1.000 cc met een tankinhoud van 26 liter. Daarnaast een 500cc-race, twee 1.000cc-zijspanraces, een productierace en een "open klasse". De viertaktrace werd door de FIM direct naar de prullenbak verwezen. De ACU bracht eind augustus een alternatief op tafel: tweetakten mochten nu wel meedoen, maar werden flink benadeeld. Ze mochten in dezelfde races als de viertakten rijden, maar met een kleinere cilinderinhoud. Klasse A: tweetakten tot 250 cc en viertakten tot 400 cc, tankinhoud 18 liter. Klasse B: tweetakten tot 350 cc en viertakten tot 600 cc, tankinhoud 20 liter. Klasse C: tweetakten tot 500 cc en viertakten tot 1.000 cc, tankinhoud 24 liter. Zodoende moesten de tweetaktmotoren tijdens de race een tankstop maken, maar snelvulinstallaties werden verboden, evenals het gebruik van slicks. Men deed dit "om de ontwikkeling te bevorderen", maar in feite ging men door het benadelen van de tweetakten en het verbod op snelvulinstallaties en slicks minstens zes jaar terug in de tijd. Wel werd er een geluidsnorm ingesteld: maximaal 115 dB(A). In elk geval betekende de regeling het einde van de TT van Man als WK-race, hoewel de TT-races officieel de naam "wereldkampioenschap" kregen om te voorkomen dat andere organisatoren wedstrijden in dezelfde periode zouden organiseren. Chas Mortimer, die toch tegen de boycots van anderen in steeds op Man had gereden, zei hier over: "Wereldkampioenschap? Dat is nog minder waard dan het papier waarop het geschreven staat."

## 500cc-klasse

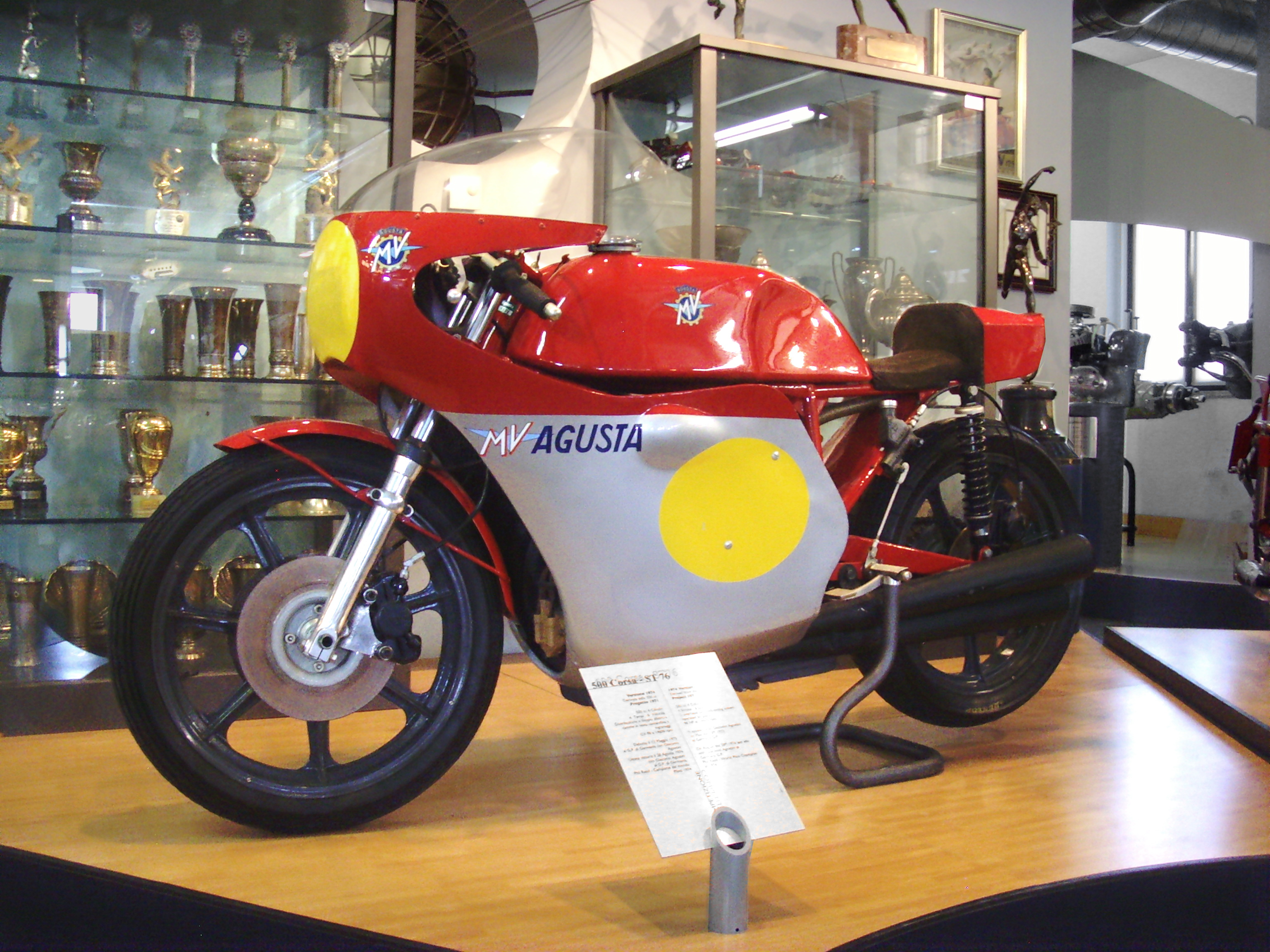
Agostini zette de MV Agusta 500 4C meteen aan de kant. Pas in de laatste race verscheen de machine weer aan de start, maar toen won Ago er ook mee. Het was de laatste overwinning van een viertaktmotor in de 500cc-klasse

In de 500cc-klasse bleken de Suzuki RG 500's oppermachtig. Zelfs de Yamaha YZR 500's konden ze niet bijhouden, maar er waren zelfs coureurs (zoals Boet van Dulmen) die het moesten stellen met tot 351 cc opgeboorde Yamaha TZ 350's. Officieel was er geen fabriessteun, maar de Suzuki-GB Suzuki's van Barry Sheene waren zeker niet gelijk aan de productieracers die iedereen kon kopen. Toen bleek dat de MV Agusta 500 4C niet meer kon meekomen stapte zelfs Giacomo Agostini over op een Suzuki. Toen Sheene zeker was van de wereldtitel liet hij de rest van de GP's schieten. 
Frankrijk, Le Mans
In Frankrijk trainde Barry Sheene (Suzuki) als snelste, maar de beste start was voor Yamaha-coureur Johnny Cecotto. Hij hield de eerste plaats 14 ronden lang vast. Sheene haalde hem in en ook Marco Lucchinelli (Suzuki) begon op Cecotto in te lopen. Die moest de laatste ronde door benzinegebrek rustig aan doen, waardoor hij slechts derde werd. 
Oostenrijk, Salzburgring
In Oostenrijk was de snelste start voor Wil Hartog, die nota bene vanaf de derde startrij vertrok. Hij leidde zelfs even de race, maar kwam in de kopgroep samen met Phil Read, Barry Sheene, Johnny Cecotto en John Williams terecht. Hartog kreeg echter koelproblemen en viel al snel uit. Er bleef een geweldige strijd over, maar in de dertiende ronde viel Cecotto waarbij zijn Yamaha én een stapel strobalen uitbrandden. John Williams viel toen hij een baancommissaris moest ontwijken die met zijn gele vlag op de baan sprong toen Bruno Kneubühler gevallen was. Intussen was Teuvo Länsivuori naar de leiding van de race gereden, maar na 28 ronden begon Sheene ineens echt gas te geven. Al snel had hij 14 seconden voorsprong op Marco Lucchinelli, die in de 39e ronde de tweede plaats had overgenomen. Länsivuori was intussen gediskwalificeerd omdat hij voor een reparatie in de pit zijn motor had laten draaien. Phil Read eindigde de race als derde. 
Nations GP, Mugello
In Mugello was Lucchinelli niet van de partij omdat hij een week eerder tijdens een training geblesseerd was geraakt. Giacomo Agostini liet de MV Agusta staan in afwachting van de nieuwe boxermotor en gebruikte een Suzuki RG 500. Hij reed er meteen de snelste trainingstijd mee. In de race wist hij Barry Sheene een tijdje voor te blijven, maar toen Phil Read begon op te rukken besloot Sheene om wat meer gas te geven. Hij passeerde Agostini en dat deed Read ook. Agostini moest even later de pit in door een vastloper waardoor zijn race voorbij was. Read en Sheene maakten er een mooi gevecht van en in de laatste ronde wisselden ze nog vier keer van plaats. Uiteindelijk won Sheene met slechts een paar centimeter voorsprong op Read. Virginio Ferrari werd met zijn Suzuki derde. 
Isle of Man Senior TT, Mountain Course
In de Senior TT maakte John Williams veel indruk. Zijn openingsronde was erg snel en na die ronde had Tom Herron al een minuut achterstand. Williams bouwde zijn voorsprong gestaag uit door een absoluut ronderecord van 20 minuten en 10 seconden te rijden. Met nog één ronde te gaan bedroeg zijn voorsprong al vier minuten en bij de Bungalow schudde hij met zijn hoofd om aan te duiden dat er iets mis was. Uiteindelijk passeerde hij Signpost Corner, waardoor de lamp bij zijn startnummer op start/finish aan ging. Binnen een minuut moest hij finishen, maar John kwam niet in zicht. Uiteindelijk kwam hij duwend uit Governor's Dip, werd als 7e afgevlagd en viel uitgeput neer. Later werd het probleem pas duidelijk: al vanaf de eerste ronde weigerde zijn koppeling vrij te komen. Omdat hij niet wist wat zijn brandstofverbruik was zette hij in de derde ronde de motor uit bij een afdaling, maar hij moest lang duwen om de motor weer aan de praat te krijgen. In de vijfde ronde brak de stuurdemper en bij Cronk-y-Voddy (nog ongeveer 43 kilometer te gaan) brak een veer in het schakelmechanisme, waardoor hij bijna niet meer wist in welke versnelling hij schakelde. Dat ging bij Governor's Bridge fout. Deze haarspeldbocht moest eigenlijk met slippende koppeling genomen worden, maar Williams zat in een te hoge versnelling waardoor de motor verzoop en niet meer wilde starten. Dat gaf Tom Herron de kans de Senior TT te winnen, voor Ian Richards en Billie Guthrie. 
Nederland, Assen
In Assen stond Barry Sheene op poleposition, Agostini was tweede maar naast hem stonden Wil Hartog en Marcel Ankoné. Marco Lucchinelli, net hersteld van een botbreuk, brak in Assen in de training zijn sleutelbeen en was weer uitgeschakeld. Na zijn slechte beurt in de 350cc-klasse verscheen Cecotto in de 500cc-race helemaal niet aan de start. Hartog was intussen bekend als goede starter en dat deed hij in zijn thuisrace ook. Hij was als snelste weg, achtervolgd door Teuvo Länsivuori, Alex George, John Newbold, Pat Hennen en Bernard Fau. Sheene was slecht gestart, maar begon moeiteloos terrein goed te maken en in de vijfde ronde nam hij de leiding over. De eerste coureurs begonnen toen al verkoeling te zoeken in de pits. Na tien ronden reed Sheene aan de leiding, gevolgd door Agostini (nog steeds op de Suzuki) en Hartog. De derde plaats werd in de slotfase overgenomen door Pat Hennen, die het gat met Agostini niet meer kon dichten maar geholpen werd toen Ago in de laatste ronde een vastloper kreeg. Daardoor werd Hennen tweede en Hartog derde. Slechts twaalf rijders haalden de finish. 
België, Spa-Francorchamps
Ook in België was er een bijzondere eerste startrij: Naast snelste man Barry Sheene stonden Víctor Palomo (Yamaha) en Marcel Ankoné (Pullshaw-Suzuki). Ankone's Suzuki sloeg snel aan, maar kwam niet goed op toeren, waardoor hij even naar de zesde plaats zakte. Met de Yamaha van Tom Herron ging het beter: vanuit het middenveld nam hij meteen de eerste plaats in. Na een halve ronde had zich echter een kopgroep afgescheiden, die bestond uit Sheene, Ankoné en John Williams. Na een paar ronden moest Ankoné de Heron-Suzuki's wat voorsprong toestaan, maar hij hield toen nog 12 seconden over op Michel Rougerie en Philippe Coulon. Sheene kreeg last van vapor-lock waardoor zijn motor op twee cilinders ging lopen en moest de winst aan Williams laten. Dat betekende dat de wereldtitel nog niet beslist was, maar Sheene werd wel tweede vóór Marcel Ankoné. 
Zweden, Anderstorp
Nu Phil Read zich uit het wereldkampioenschap had teruggetrokken kreeg Teuvo Länsivuori van het Life Racing Team zijn Suzuki's. Daar trainde hij in Zweden meteen als snelste mee. Wil Hartog en Tom Herron stonden enkele startrijen achter hem, maar hadden samen de snelste start, maar na enkele ronden nam Länsivuori de leiding over. Veel coureurs vielen door pech uit, maar Barry Sheene won de 500cc-klasse en werd daardoor ook wereldkampioen. Jack Findlay en Chas Mortimer passeerden Länsivuori toen die problemen kreeg met zijn swingarm en werden tweede en derde in de race. Alex George werd 6e, maar kreeg een tijdstraf omdat hij een valse start had gehad. 
Finland, Imatra
Door het ontbreken van Barry Sheene in Finland leek het een open gevecht te worden, maar Pat Hennen liet alle concurrenten kansloos. Hij leidde van start tot finish, won met 23 seconden voorsprong en werd de eerste Amerikaan in de geschiedenis die een wedstrijd in het wereldkampioenschap wegrace won. Teuvo Länsivuori had misschien nog tegenstand kunnen bieden, maar had een niet werkende voorrem. Ook Agostini kreeg tegen het einde problemen met zijn remmen, waardoor Länsivuori zelfs toch nog tweede kon worden. De strijd om de derde plaats was spannend, tussen Philippe Coulon, John Newbold, Marco Lucchinelli en Marcel Ankoné, tot die laatste ook zonder remmen de pit moest opzoeken. Philippe Coulon werd uiteindelijk derde.
Tsjecho-Slowakije, Brno
De Suzuki RG 500 was een toonbeeld van betrouwbaarheid gebleken, maar de onderdelenvoorziening werd tegen het einde van het seizoen problematisch. Misschien was dat de reden van de dramatisch verlopen Grand Prix van Tsjecho-Slowakije. Marco Lucchinelli en Teuvo Länsivuori lagen na de eerste ronde samen aan de leiding, gevolgd door Boet van Dulmen en daarachter werd om de vierde plaats gestreden door Marcel Ankoné en John Newbold. Toen begon de ene na de andere Suzuki uit te vallen: eerst Agostini, daarna Ankoné, Estrosi, Findlay, Kassner en Hennen. Tuevo Länsivuori kwam vlak voor de finish zonder benzine te staan en de machine van Boet van Dulmen ging op drie cilinders lopen waardoor hij een mooie derde plaats moest inruilen voor de achtste. John Newbold was zelf verrast door zijn overwinning, terwijl Länsivuori toch nog tweede wist te worden vóór Philippe Coulon.
Duitsland, Nordschleife
Het verschijnen van de MV Agusta 500 4C in Duitsland was een grote verrassing. Giacomo Agostini had zelfs nog met de Suzuki getraind. De MV Agusta, die nu voorzien was van lichtere zuigers en een lichtere krukas, kwam niet alleen door de geluidskeuring, Agostini was er zelfs oppermachtig mee. Hij leidde de race van start tot finish. Wereldkampioen Barry Sheene, die aanvankelijk nog verklaard had dat hij tevreden was over de startgelden in Duitsland en dus ook zou verschijnen, kwam uiteindelijk niet. Virginio Ferrari had de snelste trainingstijd gereden, maar hij viel uit door een oververhitte motor. Dieter Braun viel terwijl hij op de tweede plaats lag, waarschijnlijk door een mechanisch defect. Lucchinelli lag even tweede, maar werd ingehaald door Pat Hennen en John Newbold die voor regenbanden hadden gekozen en pas tegen het einde van de race beloond werden toen het inderdaad begon te regenen. Toch wist Lucchinelli de tweede plaats terug te pakken terwijl Pat Hennen derde werd. 

### Uitslagen 500 cc
|    | Datum     | Race                     | Circuit                  | 1e               | 2e                | 3e                | Poleposition     | Snelste ronde     |
| -- | --------- | ------------------------ | ------------------------ | ---------------- | ----------------- | ----------------- | ---------------- | ----------------- |
| 1  | 25 april  | GP van Frankrijk         | Le Mans                  | Barry Sheene     | Johnny Cecotto    | Marco Lucchinelli | Barry Sheene     | Marco Lucchinelli |
| 2  | 2 mei     | GP van Oostenrijk        | Salzburgring             | Barry Sheene     | Marco Lucchinelli | Phil Read         | Barry Sheene     | Barry Sheene      |
| 3  | 16 mei    | GP des Nations           | Mugello                  | Barry Sheene     | Phil Read         | Virginio Ferrari  | Giacomo Agostini | Barry Sheene      |
| 4  | 7-11 juni | Isle of Man TT           | Mountain Course          | Tom Herron       | Ian Richards      | Billie Guthrie    | John Williams    | John Williams     |
| 5  | 26 juni   | TT van Assen             | Assen                    | Barry Sheene     | Pat Hennen        | Wil Hartog        | Barry Sheene     | Barry Sheene      |
| 6  | 4 juli    | GP van België            | Spa-Francorchamps        | John Williams    | Barry Sheene      | Marcel Ankoné     | Barry Sheene     | John Williams     |
| 7  | 25 juli   | GP van Zweden            | Anderstorp               | Barry Sheene     | Jack Findlay      | Chas Mortimer     | Teuvo Länsivuori | Teuvo Länsivuori  |
| 8  | 1 aug.    | GP van Finland           | Imatra                   | Pat Hennen       | Teuvo Länsivuori  | Philippe Coulon   | Giacomo Agostini | John Newbold      |
| 9  | 22 aug.   | GP van Tsjecho-Slowakije | Masaryk-Ring             | John Newbold     | Teuvo Länsivuori  | Philippe Coulon   | Teuvo Länsivuori | Teuvo Länsivuori  |
| 10 | 29 aug.   | GP van Duitsland         | Nürburgring Nordschleife | Giacomo Agostini | Marco Lucchinelli | Pat Hennen        | Virginio Ferrari | Marcel Ankoné     |

### Eindstand 500 cc
| Pos. | Coureur           | Motorfiets        | Ptn.    |
| ---- | ----------------- | ----------------- | ------- |
| 1    | Barry Sheene      | Suzuki            | 72 (87) |
| 2    | Teuvo Länsivuori  | Suzuki            | 48 (54) |
| 3    | Pat Hennen        | Suzuki            | 46      |
| 4    | Marco Lucchinelli | Suzuki            | 40      |
| 5    | John Newbold      | Suzuki            | 31 (34) |
| 6    | Philippe Coulon   | Suzuki            | 28      |
| 7    | Giacomo Agostini  | MV Agusta/ Suzuki | 26      |
| 8    | Jack Findlay      | Suzuki            | 25      |
| 9    | John Williams     | Suzuki            | 24      |
| 10   | Phil Read         | Suzuki            | 22      |
| 11   | Marcel Ankoné     | Suzuki            | 21      |
| 12   | Stu Avant         | Suzuki            | 20      |
| 13   | Chas Mortimer     | Yamaha/ Suzuki    | 18      |
| 14   | Tom Herron        | Yamaha/ Suzuki    | 17      |
| 15   | Michel Rougerie   | Suzuki            | 16      |
| 16   | Karl Auer         | Yamaha            | 16      |
| 17   | Dieter Braun      | Suzuki            | 15      |
| 18   | Víctor Palomo     | Yamaha            | 13      |
| 19   | Johnny Cecotto    | Yamaha            | 12      |
|      | Ian Richards      | Yamaha            | 12      |
| 21   | Virginio Ferrari  | Suzuki            | 10      |
| 22   | Billie Guthrie    | Yamaha            | 10      |
| 23   | Wil Hartog        | Suzuki            | 10      |

| Pos. | Coureur             | Motorfiets     | Ptn. |
| ---- | ------------------- | -------------- | ---- |
| 24   | Alex George         | Yamaha/ Fath   | 9    |
| 25   | Boet van Dulmen     | Yamaha/ Suzuki | 9    |
| 26   | Takazumi Katayama   | Yamaha         | 8    |
| 27   | Roger Nicholls      | Yamaha         | 6    |
|      | Max Wiener          | Yamaha         | 6    |
| 29   | Jon Ekerold         | Yamaha         | 5    |
|      | Olivier Chevallier  | Yamaha         | 5    |
| 31   | Bernard Fau         | Yamaha         | 4    |
|      | Bernd Tüngethal     | Yamaha         | 4    |
|      | Alan North          | Suzuki         | 4    |
| 34   | Gordon Pantall      | Yamaha         | 3    |
|      | Rob Bron            | Yamaha         | 3    |
|      | Christian Estrosi   | Suzuki         | 3    |
|      | Christian Bourgeois | Yamaha         | 3    |
| 38   | Helmut Kassner      | Suzuki         | 3    |
| 39   | John Weeden         | Yamaha         | 2    |
|      | Pekka Nurmi         | Yamaha         | 2    |
| 41   | Børge Nielsen       | Yamaha         | 1    |
|      | Bill Smith          | Yamaha         | 1    |
|      | Dave Potter         | Yamaha         | 1    |
|      | Edmar Ferreira      | Yamaha         | 1    |
|      | Egid Schwemmer      | Yamaha         | 1    |

(Punten tussen haakjes zijn inclusief streepresultaten)

### Constructeurstitel 500 cc
| Pos. | Constructeur | Ptn.     |
| ---- | ------------ | -------- |
| 1    | Suzuki       | 90 (136) |
| 2    | Yamaha       | 48 (55)  |

(Punten tussen haakjes zijn inclusief streepresultaten)

## 350cc-klasse

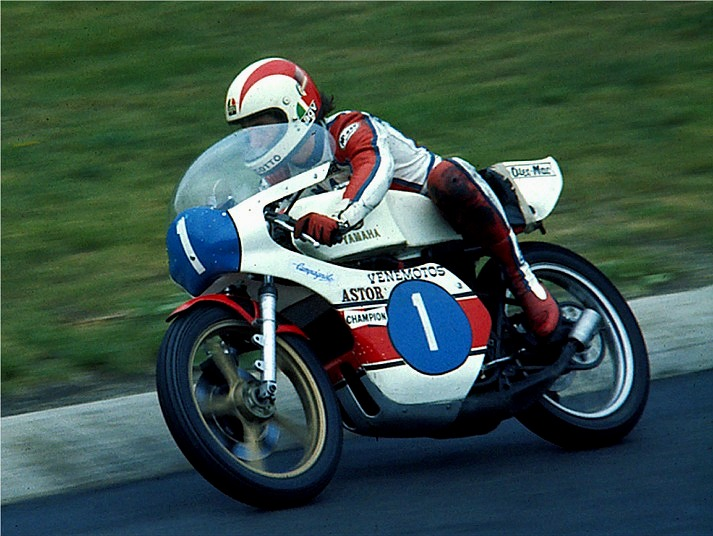
De Yamaha TZ 350 van Johnny Cecotto was officieel een productieracer van de Venezolaanse importeur Venemotos, maar hij werd wel degelijk door de fabriek ondersteund.

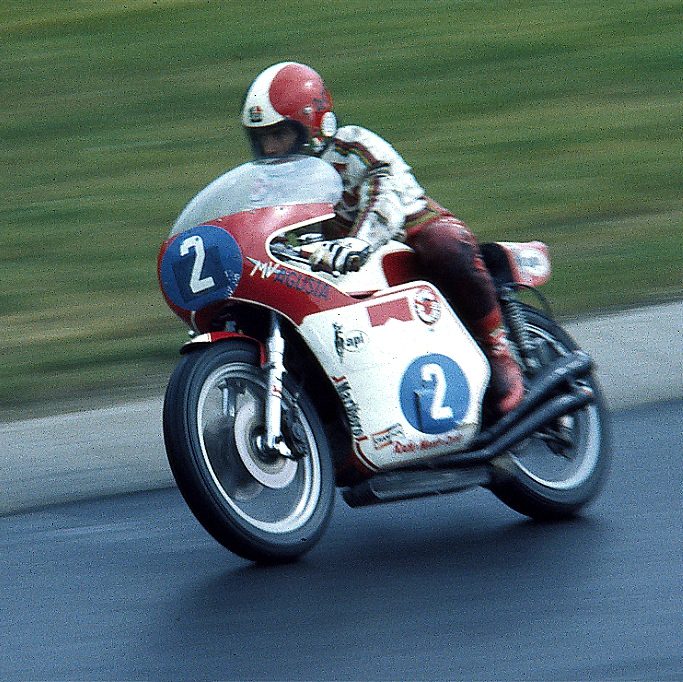
Giacomo Agostini met de MV Agusta 350 4C tijdens de training op de Nordschleife

Het grootste deel van het startveld bestond in 1976 uit Yamaha's, waarbij Johnny Cecotto met steun van de Venezolaanse importeur Venemotos eerste rijder voor het merk was. Cecotto presteerde echter zeer wisselvallig, terwijl de Harley-Davidson nu een volwaardige 350 was waarmee Walter Villa moeilijk te verslaan was. Tegenstand van MV Agusta had Villa ook niet, want de MV Agusta 350 4C van Giacomo Agostini kon niet aan de geluidseisen voldoen en was hopeloos onbetrouwbaar. 
Frankrijk, Le Mans
Giacomo Agostini liet in allerijl een 350cc-Yamaha uit Amsterdam komen, volgens sommigen omdat hij geen vertrouwen had in zijn MV Agusta 350 4C, maar mogelijk ook omdat er nogal wat verwarring was bij de geluidskeuring in Frankrijk. Het geluid werd wel gemeten, maar de uitslagen werden niet bekendgemaakt. Uiteindelijk kreeg iedereen ontheffing en kon ook Ago in de laatste training een snelle ronde met de MV Agusta rijden. Samen met Walter Villa (Harley Davidson) had hij de snelste start. In de zesde ronde sloeg een steen een gat in de verdelerkap van de MV Agusta waardoor de race voor Agostini over was. Johnny Cecotto (Yamaha) schoof door naar de tweede plaats terwijl Takazumi Katayama (Yamaha) en Víctor Palomo (Yamaha) om de derde plaats vochten tot Palomo viel. Jean-François Baldé wist bij Katayama te komen en pakte uiteindelijk in zijn thuisrace de derde plaats nadat hij het gevecht met Katayama, Patrick Fernandez, Olivier Chevallier en Paolo Tordi gewonnen had. Het was een belangrijke overwinning voor de 350cc-Harley-Davidson, die in 1975 alleen had gediend als extra trainingsmachine voor de 250cc-klasse. 
Oostenrijk, Salzburgring
Dieter Braun kreeg zijn Morbidelli ondanks nieuwe schokdempers niet goed aan het sturen (een probleem waar ook de fabriek mee worstelde) en koos ervoor in Oostenrijk met een Yamaha te starten. Johnny Cecotto trainde het snelste en won de race door na de snelste start niemand een kans te geven. Achter hem vochten Tom Herron, Leif Gustafsson, Bruno Kneubühler, Alex George en Giacomo Agostini om de tweede plaats, maar Agostini verdween al na enkele ronden met een slippende koppeling de pit in en George kreeg een vastloper. Walter Villa had een slechte start en zat in de beginfase in het middenveld, terwijl John Dodds richting de kopgroep aan het rijden was. Na 13 van de 35 ronden zat Villa echter al op de tweede plaats nadat hij tot vier keer toe het ronderecord had gebroken, maar hij moest toch toestaan dat Cecotto bij de finish acht seconden voorsprong overhield. Dodds werd derde. 
Nations GP, Mugello
Agostini startte in zijn thuisrace in Mugello als snelste, maar hij gaf al na enkele ronden op omdat zijn gearing te kort was gekozen en de MV Agusta te veel toeren maakte. Cecotto nam de leiding over, opgejaagd door Walter Villa. Leif Gustafsson was toen nog derde, maar hij viel in de zesde ronde. In de negende ronde klom het jonge talent Franco Uncini (Yamaha) op naar de tweede plaats toen de machine van Villa slecht begon te lopen. Dat gaf Pentti Korhonen de kans om de derde plaats over te nemen, maar die werd op zijn beurt terugverwezen door John Dodds. In deze race verongelukte Paolo Tordi. 
Joegoslavië, Opatija
Olivier Chevallier won in Joegoslavië, nadat Agostini met zijn MV Agusta opnieuw snel was gebleken, maar voor de vierde keer liet de machine hem in de steek. Chas Mortimer werd tweede en Takazumi Katayama werd derde. 
Isle of Man Junior TT, Mountain Course
In de Junior TT startte Chas Mortimer vanwege de gebruikelijke interval-start 30 seconden later dan de eerste coureurs, maar in Sulby, halverwege de eerste ronde, had hij iedereen ook op de weg al ingehaald. Na de volle ronde van 60 km had Tom Herron op de tweede plaats zelfs 19 seconden achterstand. Tony Rutter was gelijk met Mortimer gestart maar in de eerste ronde wat achterop geraakt. In de tweede ronde verbrak hij het ronderecord en begon hij in te lopen op Mortimer. De rest van het veld kwam op een steeds grotere achterstand, maar Rutter wist tot op 6,8 seconden van Mortimer te komen. Die had het in de laatste ronde wel wat rustig aan gedaan om zijn Yamaha te sparen. Tom Herron werd slechts 26e omdat hij dacht dat zijn ketting was gebroken. Hij begon te duwen, maar na een tijdje ontdekte hij dat de ketting slechts naast de tandwielen lag, een euvel dat hij snel kon verhelpen. Intussen werd Billie Guthrie derde. 
Nederland, Assen
De zo onbetrouwbare en lawaaierige (132 dB(A)) MV Agusta bleef juist in de hitte van Assen voor het eerst heel en was ook de snelste van het hele 350cc-veld. Agostini pakte dan ook meteen de leiding en na twee ronden had hij al acht seconden voorsprong. Achter hem vochten Patrick Pons en Víctor Palomo om de tweede plaats, terwijl steeds meer coureurs er de brui aan gaven. Dieter Braun gaf het op en kon met emmers water niet voldoende afgekoeld worden, en dat gold ook voor de oververhitte motor van Katayama. Slechts 15 van de 30 starters haalden de finish. Het optreden van Cecotto viel erg tegen: als 8e gestart viel hij zelfs even terug naar de 15e plaats, waarna hij weer naar de 8e plaats terugkwam. Uiteindelijk won Agostini ruim en tweede man Patrick Pons had ook weer 18 seconden voorsprong op Chas Mortimer. 
Finland, Imatra
Alle pogingen van de Finse organisatoren om de MV Agusta 350 4C op min of meer illegale wijze door de geluidskeuring te loodsen bleken achteraf zinloos. De machine bleek hopeloos onbetrouwbaar en ook in Finland viel Agostini er door ontstekingsproblemen mee uit. Walter Villa leidde van start tot finish en de strijd om de tweede plaats ging tussen Tom Herron en Dieter Braun, wiens Morbidelli-motor nu in een frame van Nico Bakker hing. Uiteindelijk ging de tweede plaats naar Braun en de derde naar Herron, maar de race werd eigenlijk gemaakt door Chas Mortimer, die na een slechte start sterk opklom. In de 10e ronde had hij nog 16 seconden achterstand op het duo Braun-Herron, maar aan de finish lag hij nog maar ruim 2 seconden achter Herron. Zijn vierde plaats werd wel beloond: Mortimer nam de leiding in het wereldkampioenschap 350 cc over van Johnny Cecotto, die al in de eerste ronde gevallen was. 
Tsjecho-Slowakije, Brno
In Tsjecho-Slowakije viel Agostini opnieuw na twee rondjes stil. Hij speelde toen al geen rol van betekenis, want na de eerste ronde kwam een grote groep met Villa, Braun, Mortimer, Herron, Cecotto en Palomo gezamenlijk door. Walter Villa en Dieter Braun (met de enige Morbidelli in de wedstrijd) maakten zich los van de kopgroep, maar Braun moest met een slecht lopende motor de strijd staken. Ook Cecotto, van Dulmen en Ankoné vielen uit. Villa ging alleen op kop en won de wedstrijd. Achter hem vochten Palomo, Herron en de opgeklommen Korhonen. Palomo had een loszittende stroomlijnkuip, maar profiteerde desondanks toen Herron in de laatste ronde iets terugviel door de tweede plaats te grijpen. Herron werd derde. Omdat Chas Mortimer slechts vijfde werd nam Walter Villa de leiding in het wereldkampioenschap over. 
Duitsland, Nordschleife
In Duitsland konden Agostini en Braun Villa een tijdje volgen, maar beiden vielen ze met mechanische problemen uit. Dat gebeurde ook met Pentti Korhonen. Johnny Cecotto leek na lange tijd weer eens in vorm te zijn en reed de snelste ronde, maar hij kon Villa niet van de overwinning afhouden. Hij werd tweede, terwijl de derde plaats naar Gianfranco Bonera ging. Walter Villa won probleemloos en was nu ook in de 350cc-klasse wereldkampioen. 
Spanje, Montjuïc
Hoewel de wereldtitel al beslist was, begon de 350cc-race in Spanje spannend. Kneubühler, Villa, Palomo, Cecotto en Ballington leverden een hevig gevecht, waar Franco Uncini zich later bij aansloot. Kork Ballington wist zich los te rijden en de wedstrijd te winnen, terwijl Palomo tweede werd. Uncini had een slechte start gehad en maakte veel indruk door na zijn inhaalrace toch nog derde te worden.

### Uitslagen 350 cc
|    | Datum     | Race                     | Circuit                  | 1e                 | 2e             | 3e                  | Poleposition      | Snelste ronde      |
| -- | --------- | ------------------------ | ------------------------ | ------------------ | -------------- | ------------------- | ----------------- | ------------------ |
| 1  | 25 april  | GP van Frankrijk         | Le Mans                  | Walter Villa       | Johnny Cecotto | Jean-François Baldé | Giacomo Agostini  | Walter Villa       |
| 2  | 2 mei     | GP van Oostenrijk        | Salzburgring             | Johnny Cecotto     | Walter Villa   | John Dodds          | Johnny Cecotto    | Walter Villa       |
| 3  | 16 mei    | GP des Nations           | Mugello                  | Johnny Cecotto     | Franco Uncini  | John Dodds          | John Dodds        | Johnny Cecotto     |
| 4  | 23 mei    | GP van Joegoslavië       | Opatija                  | Olivier Chevallier | Chas Mortimer  | Takazumi Katayama   | Tom Herron        | Olivier Chevallier |
| 5  | 7-11 juni | Isle of Man TT           | Mountain Course          | Chas Mortimer      | Tony Rutter    | Billie Guthrie      | Tom Herron        | Tony Rutter        |
| 6  | 26 juni   | TT van Assen             | Assen                    | Giacomo Agostini   | Patrick Pons   | Chas Mortimer       | Takazumi Katayama | Giacomo Agostini   |
| 7  | 1 aug.    | GP van Finland           | Imatra                   | Walter Villa       | Dieter Braun   | Tom Herron          | Walter Villa      | Dieter Braun       |
| 8  | 22 aug.   | GP van Tsjecho-Slowakije | Masaryk-Ring             | Walter Villa       | Víctor Palomo  | Tom Herron          | Walter Villa      | Walter Villa       |
| 9  | 29 aug.   | GP van Duitsland         | Nürburgring Nordschleife | Walter Villa       | Johnny Cecotto | Gianfranco Bonera   | Walter Villa      | Johnny Cecotto     |
| 10 | 19 sept.  | GP van Spanje            | Montjuïc                 | Kork Ballington    | Víctor Palomo  | Franco Uncini       | Walter Villa      | Franco Uncini      |

### Eindstand 350 cc
| Pos. | Coureur             | Motorfiets                            | Ptn.    |
| ---- | ------------------- | ------------------------------------- | ------- |
| 1    | Walter Villa        | Harley-Davidson                       | 76 (81) |
| 2    | Johnny Cecotto      | Yamaha                                | 65      |
| 3    | Chas Mortimer       | Yamaha                                | 54      |
| 4    | Tom Herron          | Yamaha                                | 41 (45) |
| 5    | John Dodds          | Yamaha                                | 34      |
| 6    | Víctor Palomo       | Yamaha                                | 29 (32) |
| 7    | Bruno Kneubühler    | Yamaha                                | 28 (30) |
| 8    | Takazumi Katayama   | Yamaha                                | 28 (29) |
| 9    | Olivier Chevallier  | Yamaha                                | 27      |
| 10   | Franco Uncini       | Yamaha                                | 27      |
| 11   | Dieter Braun        | Morbidelli/ Yamaha/ Bakker-Morbidelli | 23      |
| 12   | Kork Ballington     | Yamaha                                | 20      |
| 13   | Pentti Korhonen     | Yamaha                                | 19      |
| 14   | Patrick Pons        | Yamaha                                | 18      |
| 15   | Giacomo Agostini    | MV Agusta                             | 15      |
| 16   | Gianfranco Bonera   | Harley-Davidson                       | 15      |
| 17   | Tony Rutter         | Yamaha                                | 12      |
| 18   | Jean-François Baldé | Yamaha                                | 10      |
|      | Billie Guthrie      | Yamaha                                | 10      |

| Pos. | Coureur           | Motorfiets | Ptn. |
| ---- | ----------------- | ---------- | ---- |
| 20   | Alan North        | Yamaha     | 10   |
| 21   | Gérard Choukroun  | Yamaha     | 10   |
| 22   | Leif Gustafsson   | Yamaha     | 8    |
|      | Martin Sharpe     | Yamaha     | 8    |
| 24   | John Weeden       | Yamaha     | 6    |
| 25   | Boet van Dulmen   | Yamaha     | 6    |
| 26   | Paolo Tordi (†)   | Yamaha     | 5    |
|      | Derek Chatterton  | Yamaha     | 5    |
| 28   | Patrick Fernandez | Yamaha     | 5    |
|      | Christian Sarron  | Yamaha     | 5    |
| 30   | Neil Tuxworth     | Yamaha     | 4    |
|      | Jon Ekerold       | Yamaha     | 4    |
|      | Kjell Solberg     | Yamaha     | 3    |
|      | Jack Findlay      | Yamaha     | 3    |
|      | Karl Auer         | Yamaha     | 3    |
| 35   | Philippe Bouzanne | Yamaha     | 3    |
| 36   | Bosse Granath     | Yamaha     | 2    |
|      | Franz Kunz        | Yamaha     | 2    |
| 38   | Claudio Loigo     | Yamaha     | 1    |
|      | Sam McClements    | Yamaha     | 1    |

### Constructeurstitel 350 cc
| Pos. | Constructeur | Ptn.     |
| ---- | ------------ | -------- |
| 1    | Yamaha       | 84 (130) |
| 2    | Morbidelli   | 23 (23)  |

(Punten tussen haakjes zijn inclusief streepresultaten)

## 250cc-klasse

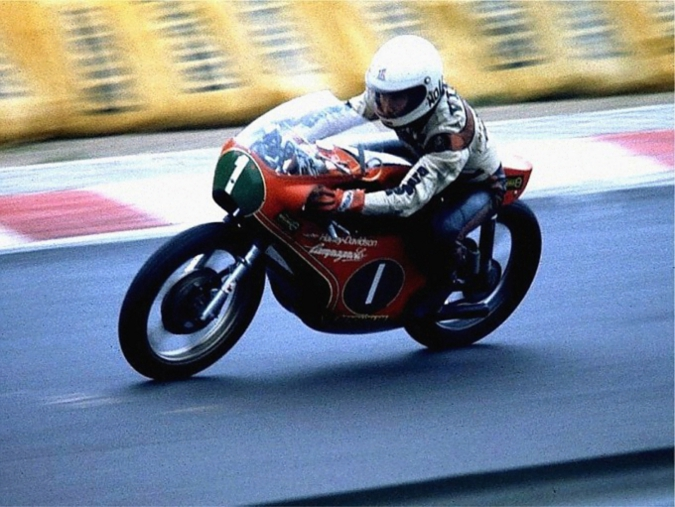
Walter Villa werd wereldkampioen 250 cc met Harley-Davidson

Bij de Aermacchi-fabriek stonden bijna het hele seizoen 250- en 350cc-Harley-Davidson machines met roterende inlaten klaar om ingezet te worden, maar ze waren niet nodig. De zuigergestuurde tweecilinders waren met Walter Villa aan boord snel genoeg om zelfs de regelmatig voorkomende slechte starts van Walter goed te maken. Villa vroeg aan het einde van het seizoen, toen hij twee wereldtitels had binnengehaald, wel een contract. Hij was gewoon in loondienst bij Aermacchi.
Frankrijk, Le Mans
In Frankrijk mochten van de 75 inschrijvers er slechts 36 starten, maar opmerkelijk genoeg wisten grote namen als Takazumi Katayama, Jon Ekerold, Bruno Kneubühler en Harald Bartol zich niet te kwalificeren. Na de eerste ronde kwamen Paolo Pileri (Morbidelli), Raymond Roche (Yamaha), Pier Paolo Bianchi (Morbidelli) en Walter Villa (Harley-Davidson) in deze volgorde door. Na de derde ronde ging Villa duidelijk voorop en hij gaf de leiding niet meer uit handen, zelfs niet toen hij in de 20e ronde een schuivertje maakte. De Morbidelli's vielen allebei uit en toen Roche gevallen was wist Gianfranco Bonera met zijn Harley-Davidson de tweede plaats te grijpen. Pentti Korhonen (Yamaha) werd derde. 
Nations GP, Mugello
Na een goede 350cc-race (vierde) startte Pentti Korhonen ook sterk in de 250cc-race van Mugello. Pas in de 7e ronde werd hij van de kop verdrongen door Walter Villa en in de dertiende ronde haalde ook Takazumi Katayama hem in. Korhonen wist wel de derde plaats vast te houden. In deze race verongelukte Otello Buscherini. 
Joegoslavië, Opatija
In Joegoslavië leidde Walter Villa 9 ronden lang, maar toen ging zijn machine stuk en kon Dieter Braun de kop overnemen en winnen. Tom Herron werd tweede en Olivier Chevallier werd derde. 
Isle of Man Lightweight TT, Mountain Course
De Lightweight TT op Man werd gewonnen door Tom Herron, vóór Takazumi Katayama en Chas Mortimer. 
Nederland, Assen
Walter Villa trainde in Assen 2 seconden sneller dan de concurrentie. Morbidelli gebruikte nu eindelijk het lang verwachte Bimota-frame en daarmee kwam Paolo Pileri op de derde startplaats terecht, achter Katayama. In de race startte Villa ongeveer als laatste, mogelijk nog vermoeid van zijn inspanningen in de 350cc-race. Pileri was als snelste weg, gevolgd door John Dodds en Takazumi Katayama. In de vijfde ronde liep de Morbidelli van Pileri te warm en moest hij opgeven. Villa vocht zich intussen door het veld naar de derde plaats, waar hij al in de vijfde ronde arriveerde. In de 7e ronde lag hij al aan de leiding. De warmte sloeg nu toe: veel motoren vielen uit met warmteverschijnselen en halverwege de race bezette iedereen de positie die hij tot het einde zou vasthouden. Dat betekende dat Walter Villa won vóór Katayama en Dodds. 
België, Spa-Francorchamps
Walter Villa trainde in België 5 seconden sneller dan de rest, maar het Circuit Spa-Francorchamps is dan ook erg lang. Toch mocht Bruno Kneubühler (Yamaha) een ronde lang aan de leiding rijden, waarna Villa van hem weg reed. Kneubühler moest met technische problemen opgeven en de strijd om de tweede plaats was erg spannend. Die ging tussen Dodds, Katayama, Palomo, Pileri, Bonera, Korhonen, Braun, Herron en Fernandez. Uiteindelijk werd Paolo Pileri verrassend tweede en scoorde hij de eerste punten voor Morbidelli in de 250cc-klasse. De strijd om de derde plaats bleef spannend. John Dodds zat achter in de groep maar remde iedereen uit. Hij kreeg echter te maken met het grotere vermogen van de Yamaha van Katayama en samen reden ze slingerend naar de streep, waarbij ze elkaar zelfs raakten. Katayama kreeg uiteindelijk de laatste podiumplaats in handen. 
Zweden, Anderstorp
Bij de start van de Zweedse Grand Prix had Walter Villa al vier van de zes races gewonnen, maar Katayama had ook behoorlijk wat punten gehaald en de titel was nog niet beslist. Villa startte echter slecht, stopte om bougies te laten vervangen, reed weer verder maar staakte de strijd toen hij inzag dat hij geen punten kon scoren. Paolo Pileri en Takazumi Katayama reden vanaf de start meteen weg van derde man Pentti Korhonen en pas daarachter zat een grote groep die hevig in gevecht was. Pileri moest Katayama laten gaan toen een van zijn zuigers defect raakte. Door zijn overwinning had Katayama nu zelfs 1 punt meer dan Walter Villa. In de laatste ronde wist Dieter Braun de tweede plaats af te nemen van Gianfranco Bonera. 
Finland, Imatra
In de Finse Grand Prix ging Pentti Korhonen 5 ronden lang aan de leiding, tot hij werd ingehaald door Takazumi Katayama. Beiden werden echter weer ingehaald door Walter Villa die een comfortabele voorsprong opbouwde en de race won. Achter dit drietal werd gestreden door Tom Herron, Tapio Virtanen (MZ) en Gianfranco Bonera. Virtanen en Bonera vielen op de nog natte baan, maar Bonera wist zich goed te herstellen. Hij reed de snelste ronde en wist zelfs nog derde te worden. 
Tsjecho-Slowakije, Brno
Walter Villa maakte er in Tsjecho-Slowakije weer een saaie race van door van begin tot eind te leiden. Het succes voor Harley-Davidson werd compleet toen Bonera tweede werd. Opmerkelijk was het optreden van Franz Kunz, die derde lag tot hij in de laatste ronde moest opgeven. Nu ging die plaats naar Takazumi Katayama. Walter Villa was nu definitief wereldkampioen 250 cc en daarmee de eerste coureur in de geschiedenis die deze titel drie jaar op rij binnenhaalde. 
Duitsland, Nordschleife
Walter Villa startte slecht in Duitsland en Takazumi Katayama mocht zelfs drie ronden (60 kilometer) aan de leiding rijden. Toen Villa hem gepasseerd was probeerde Katayama hem echter te volgen en dat moest hij met een val bekopen. Nadat hij zijn machine in de pit had laten repareren werd hij toch nog zevende. Het gevecht om de tweede plaats werd gewonnen door Kork Ballington (Yamaha), terwijl Jon Ekerold derde werd. Daardoor stonden er twee Zuid-Afrikanen op het erepodium. 
Spanje, Montjuïc
In Spanje startte Villa opnieuw slecht. Pentti Korhonen ging even aan de leiding maar werd gepasseerd door Alan North, die 20 ronden lang aan kop kon blijven. Toen had Walter Villa zijn inhaalrace voltooid en hij nam de leiding over. Vijf ronden voor het einde kwam zijn teamgenoot Gianfranco Bonera echter voorbij en hij won de race, vóór Walter Villa en Alan North.

### Uitslagen 250 cc
|    | Datum     | Race                     | Circuit                  | 1e                | 2e                | 3e                 | Poleposition      | Snelste ronde     |
| -- | --------- | ------------------------ | ------------------------ | ----------------- | ----------------- | ------------------ | ----------------- | ----------------- |
| 1  | 25 april  | GP van Frankrijk         | Le Mans                  | Walter Villa      | Gianfranco Bonera | Pentti Korhonen    | Walter Villa      | Walter Villa      |
| 2  | 16 mei    | GP des Nations           | Mugello                  | Walter Villa      | Takazumi Katayama | Pentti Korhonen    | Walter Villa      | Walter Villa      |
| 3  | 23 mei    | GP van Joegoslavië       | Opatija                  | Dieter Braun      | Tom Herron        | Olivier Chevallier | Takazumi Katayama | Gianfranco Bonera |
| 4  | 7-11 juni | Isle of Man TT           | Mountain Course          | Tom Herron        | Takazumi Katayama | Chas Mortimer      | Tom Herron        | Tom Herron        |
| 5  | 26 juni   | TT van Assen             | Assen                    | Walter Villa      | Takazumi Katayama | John Dodds         | Walter Villa      | Walter Villa      |
| 6  | 4 juli    | GP van België            | Spa-Francorchamps        | Walter Villa      | Paolo Pileri      | Takazumi Katayama  | Walter Villa      | Walter Villa      |
| 7  | 25 juli   | GP van Zweden            | Anderstorp               | Takazumi Katayama | Dieter Braun      | Gianfranco Bonera  | Pentti Korhonen   | Dieter Braun      |
| 8  | 1 aug.    | GP van Finland           | Imatra                   | Walter Villa      | Takazumi Katayama | Gianfranco Bonera  | Walter Villa      | Gianfranco Bonera |
| 9  | 22 aug.   | GP van Tsjecho-Slowakije | Masaryk-Ring             | Walter Villa      | Gianfranco Bonera | Takazumi Katayama  | Walter Villa      | Walter Villa      |
| 10 | 29 aug.   | GP van Duitsland         | Nürburgring Nordschleife | Walter Villa      | Kork Ballington   | Jon Ekerold        | Walter Villa      | Walter Villa      |
| 11 | 19 sept.  | GP van Spanje            | Montjuïc                 | Gianfranco Bonera | Walter Villa      | Alan North         | Alan North        | Walter Villa      |

### Eindstand 250 cc
| Pos. | Coureur             | Motorfiets      | Ptn.     |
| ---- | ------------------- | --------------- | -------- |
| 1    | Walter Villa        | Harley-Davidson | 90 (117) |
| 2    | Takazumi Katayama   | Yamaha          | 73 (87)  |
| 3    | Gianfranco Bonera   | Harley-Davidson | 61 (77)  |
| 4    | Pentti Korhonen     | Yamaha          | 47 (55)  |
| 5    | Tom Herron          | Yamaha          | 47 (52)  |
| 6    | Dieter Braun        | Yamaha          | 42 (50)  |
| 7    | Chas Mortimer       | Yamaha          | 31       |
| 8    | Bruno Kneubühler    | Yamaha          | 29       |
| 9    | Víctor Palomo       | Yamaha          | 25 (28)  |
| 10   | Olivier Chevallier  | Yamaha          | 25       |
| 11   | John Dodds          | Yamaha          | 24       |
| 12   | Patrick Fernandez   | Yamaha          | 21       |
| 13   | Kork Ballington     | Yamaha          | 15       |
| 14   | Paolo Pileri        | Morbidelli      | 12       |
| 15   | Jon Ekerold         | Yamaha          | 10       |
| 16   | Alan North          | Yamaha          | 10       |
| 17   | Tony Rutter         | Yamaha          | 8        |
| 18   | Jean-François Baldé | Yamaha          | 8        |
| 19   | Gérard Choukroun    | Yamaha          | 6        |

| Pos. | Coureur            | Motorfiets | Ptn. |
| ---- | ------------------ | ---------- | ---- |
|      | Eddie Roberts      | Yamaha     | 6    |
| 21   | Franco Uncini      | Yamaha     | 6    |
| 22   | Patrick Pons       | Yamaha     | 6    |
| 23   | Philippe Bouzanne  | Yamaha     | 6    |
| 24   | Pekka Nurmi        | Yamaha     | 5    |
|      | Alex George        | Yamaha     | 5    |
| 26   | John Weeden        | Yamaha     | 5    |
|      | Boet van Dulmen    | Yamaha     | 4    |
| 28   | Ian Richards       | Yamaha     | 3    |
|      | Leif Gustafsson    | Yamaha     | 3    |
| 30   | Jean-Claude Hogrel | Yamaha     | 2    |
|      | János Drapál       | Yamaha     | 2    |
|      | Denis Casement     | Yamaha     | 2    |
|      | Tapio Virtanen     | MZ         | 2    |
| 34   | Henk van Kessel    | Yamaha     | 2    |
| 35   | Eero Hyvärinen     | Yamaha     | 1    |
|      | Neil Tuxworth      | Yamaha     | 1    |
|      | Harald Bartol      | Yamaha     | 1    |

### Constructeurstitel 250 cc
| Pos. | Constructeur     | Ptn.     |
| ---- | ---------------- | -------- |
| 1    | Niet gehonoreerd |          |
| 2    | Yamaha           | 81 (133) |
| 3    | Morbidelli       | 12 (12)  |

(Punten tussen haakjes zijn inclusief streepresultaten)

## 125cc-klasse
Nadat Pier Paolo Bianchi door teamorders in 1975 tweede viool moest spelen in de 125cc-klasse, liet hij er in 1976 geen misverstand over bestaan wie de beste was. In Zweden won hij de vijfde van zes wedstrijden waardoor hij niet meer ingehaald kon worden. Ángel Nieto kreeg pas gedurende het seizoen zijn nieuwe, door Jan Thiel en Martin Mijwaart ontwikkelde Bultaco goed aan het lopen en eindigde als tweede in het kampioenschap. 
Oostenrijk, Salzburgring
De 125cc-klasse kwam in Oostenrijk voor het eerst aan de start, waarbij men Henk van Kessel maar vooral Kent Andersson miste. Het gerucht ging dat die nog steeds bezig was zijn Yamaha raceklaar te maken. Toch was de algemene mening dat juist Andersson de Morbidelli's van Pier Paolo Bianchi en Paolo Pileri had kunnen verslaan. Pileri leidde na een ronde vóór Otello Buscherini (Malanca) en Bianchi, maar na een paar ronden had Pier Paolo Bianchi de leiding overgenomen, terwijl Pileri zijn handen vol had aan Buscherini. Pileri had duidelijk moeite met de bestuurbaarheid van zijn machine (een kwaaltje van de Mobidelli's begin 1976), maar wist op pure snelheid voor Buscherini te finishen. Ángel Nieto werd met de Bultaco vierde met een ronde achterstand. 
Nations GP, Mugello
Bianchi won ook in Mugello door de leiding van start tot finish vast te houden, maar dit keer leek Pileri niet in staat om Buscherini bij te houden. Uiteindelijk viel diens Malanca echter stil en zo werd Pileri toch nog tweede. Daar achter wist Nieto zich voorbij Henk van Kessel (Condor) te vechten en derde te worden.
Joegoslavië, Opatija
Nieto ging in Joegoslavië 7 ronden lang aan de leiding, maar viel toen. Bianchi won zijn derde race, maar Pileri werd slechts derde achter Henk van Kessel. 
Nederland, Assen
In Assen verscheen zowaar Kent Andersson met zijn zelfbouw Yamaha voor het eerst aan de start. Paolo Pileri had de beste start, maar zijn teamgenoot Pier Paolo Bianchi vertrok als voorlaatste, terwijl ook Nieto slecht weg kwam. Daardoor reden Claudio Lusuardi (Malanca) en Henk van Kessel achter Pileri. Van Kessel rukte zelfs even op naar de tweede plaats, maar zijn Condor kwam toch wat vermogen tekort. In de tweede ronde zat Nieto al aan het wiel van Van Kessel in de nieuwe S-bocht (tegenwoordig de GT-bocht) en met meer vermogen nam hij de tweede plaats over. In de derde ronde werd Van Kessel ook ingehaald door Bianchi, die Lusuardi in zijn slipstream meenam. Toen de hitte een rol begon te spelen moest Lusuardi met koelproblemen stoppen. Pileri maakte een fout en viel even terug waardoor Bianchi aan de leiding kwam voor Nieto en Van Kessel. Kent Andersson gaf op met schakelproblemen. In de twaalfde ronde viel Van Kessel ook uit. De race werd gewonnen door Bianchi, voor Pileri en Nieto. 
België, Spa-Francorchamps
Ondanks de negende startplaats nam Henk van Kessel in België meteen de leiding, gevolgd door Bianchi, Nieto en Pileri. Van Kessel viel net als in Assen uit door een losgeschoten aanzuigrubber van een carburateur, terwijl Bianchi door een lekke band het rennerskwartier in moest. Het was wel duidelijk dat de Bultaco van Nieto flink verbeterd was, want nu kon hij wel degelijk de strijd aangaan met de Morbidelli van Pileri en in de laatste ronden zelfs van hem wegrijden. Eugenio Lazzarini werd achter Pileri derde met zijn privé-Morbidelli. Als Bianchi niet was uitgevallen had hij in België zijn wereldtitel veilig kunnen stellen. 
Zweden, Anderstorp
Ángel Nieto moest vanaf het podium van de 50cc-race, die hij gewonnen had, in Zweden meteen op zijn 125cc-Bultaco stappen om Bianchi van de overwinning af te houden. Dat lukte niet. Bianchi reed voor de wereldtitel en liep steeds verder weg. Nieto was wel sneller dan Pileri, die op zijn beurt weer ingelopen werd door de vechtende Van Kessel en Gustafsson. Aan de kop was er weinig strijd, tot Van Kessels Condor slecht begon te lopen en Gustafsson de aanval op Pileri kon inzetten. Hij wist hem zelfs te passeren, maar tegen het einde pakte Pileri toch de derde plaats. Pier Paolo Bianchi won en werd wereldkampioen 125 cc.
Finland, Imatra
Na zijn val in de 50cc-race in Finland moest Nieto zijn 125cc-machine meteen na de start aan de kant zetten door een uitgelopen big-end. Omdat hij de enige was van wie verwacht werd dat hij tegenstand kon bieden aan Bianchi, kon deze zonder problemen naar de overwinning rijden. De strijd om de tweede plaats tussen Gert Bender met zijn eigenbouw Bender en Henk van Kessel met zijn Condor werd afgebroken toen een achterblijver in de weg reed. Daardoor raakte Van Kessel het contact kwijt en moest hij genoegen nemen met de derde plaats. 
Duitsland, Nordschleife
De Nordschleife was door de regen veranderd in een gijbaan. Al in de Südkehre, de eerste bocht van het 20 kilometer lange circuit, vielen vijf coureurs, waaronder Ángel Nieto. Daarmee was al een van de favorieten weggevallen, maar in de Hatzenbach viel ook Pier Paolo Bianchi en toen Gert Bender daardoor aan de leiding kwam viel hij bij de Hocheichen. Zo kwam de jonge Duitser Anton Mang met zijn Morbidelli aan de leiding te liggen. Henk van Kessels machine liep op één cilinder en hij zocht de pit op, waardoor Walter Koschine (Seel-Maico) tweede werd, met een achterstand van 1 minuut en 40 seconden op Mang. De derde plaats was voor Julien van Zeebroeck, die met een Morbidelli was opgeklommen vanaf de laatste plaats. Paolo Pileri kon niet starten vanwege een handblessure en daardoor kwam een oude bekende terug op het circuit: zijn machine kwam in handen van Jan Huberts, die in de TT van Assen van 1975 ook al eens een Morbidelli had gekregen. Huberts staakte toen hij te veel last kreeg van zijn verstuikte enkel. 
Spanje, Montjuïc
In Spanje ontstond een mooi gevecht om de leiding tussen Bianchi, Van Kessel en Nieto. Na enkele ronden klom Nieto naar de tweede plaats en in de 8e ronde nam hij de koppositie over. Daarna liet hij Bianchi weer een tijdje op kop rijden, maar in de 14e ronde verremde Nieto zich en bovendien ging zijn Bultaco slechter lopen. Bianchi kon nu onbedreigd naar de overwinning rijden, Nieto werd alsnog tweede en Van Kessel eindigde als derde.

### Uitslagen 125 cc
|   | Datum    | Race               | Circuit                  | 1e                 | 2e              | 3e                   | Poleposition       | Snelste ronde      |
| - | -------- | ------------------ | ------------------------ | ------------------ | --------------- | -------------------- | ------------------ | ------------------ |
| 1 | 2 mei    | GP van Oostenrijk  | Salzburgring             | Pier Paolo Bianchi | Paolo Pileri    | Otello Buscherini    | Pier Paolo Bianchi | Pier Paolo Bianchi |
| 2 | 16 mei   | GP des Nations     | Mugello                  | Pier Paolo Bianchi | Paolo Pileri    | Ángel Nieto          | Pier Paolo Bianchi | Otello Buscherini  |
| 3 | 23 mei   | GP van Joegoslavië | Opatija                  | Pier Paolo Bianchi | Henk van Kessel | Paolo Pileri         | Ángel Nieto        | Ángel Nieto        |
| 4 | 26 juni  | TT van Assen       | Assen                    | Pier Paolo Bianchi | Paolo Pileri    | Ángel Nieto          | Pier Paolo Bianchi | Pier Paolo Bianchi |
| 5 | 4 juli   | GP van België      | Spa-Francorchamps        | Ángel Nieto        | Paolo Pileri    | Eugenio Lazzarini    | Ángel Nieto        | Pier Paolo Bianchi |
| 6 | 25 juli  | GP van Zweden      | Anderstorp               | Pier Paolo Bianchi | Ángel Nieto     | Paolo Pileri         | Pier Paolo Bianchi | Pier Paolo Bianchi |
| 7 | 1 aug.   | GP van Finland     | Imatra                   | Pier Paolo Bianchi | Gert Bender     | Henk van Kessel      | Pier Paolo Bianchi | Pier Paolo Bianchi |
| 8 | 29 aug.  | GP van Duitsland   | Nürburgring Nordschleife | Toni Mang          | Walter Koschine | Julien van Zeebroeck | Pier Paolo Bianchi | Toni Mang          |
| 9 | 19 sept. | GP van Spanje      | Montjuïc                 | Pier Paolo Bianchi | Ángel Nieto     | Henk van Kessel      | Ángel Nieto        | Pier Paolo Bianchi |

### Eindstand 125 cc
| Pos. | Coureur                | Motorfiets | Ptn.     |
| ---- | ---------------------- | ---------- | -------- |
| 1    | Pier Paolo Bianchi     | Morbidelli | 90 (105) |
| 2    | Ángel Nieto            | Bultaco    | 67       |
| 3    | Paolo Pileri           | Morbidelli | 64 (74)  |
| 4    | Henk van Kessel        | Condor     | 46       |
| 5    | Toni Mang              | Morbidelli | 32       |
| 6    | Jean-Louis Guignabodet | Morbidelli | 27 (31)  |
| 7    | Eugenio Lazzarini      | Morbidelli | 26       |
| 8    | Gert Bender            | Bender     | 25       |
| 9    | Stefan Dörflinger      | Morbidelli | 23       |
| 10   | Julien van Zeebroeck   | Morbidelli | 18       |
| 11   | Xaver Tschannen        | Maico      | 14       |
| 12   | Walter Koschine        | Seel-Maico | 12       |
| 13   | Cees van Dongen        | Morbidelli | 11       |
| 14   | Otello Buscherini (†)  | Malanca    | 10       |
| 15   | Leif Gustafsson        | Yamaha     | 10       |
| 16   | Harald Bartol          | Morbidelli | 9        |
| 17   | Hans Müller            | Yamaha     | 9        |
| 18   | Horst Seel             | Seel       | 8        |

| Pos. | Coureur             | Motorfiets | Ptn. |
| ---- | ------------------- | ---------- | ---- |
| 19   | Enrico Cereda       | Morbidelli | 7    |
| 20   | Pierluigi Conforti  | Malanca    | 7    |
| 21   | Lennart Lundgren    | Yamaha     | 6    |
| 22   | Per-Edvard Carlsson | Morbidelli | 6    |
| 23   | Johann Zemsauer     | Rotax      | 5    |
|      | Patrick Plisson     | Morbidelli | 5    |
| 25   | Matti Kinnunen      | Maico      | 5    |
| 26   | Hans-Jürgen Hummel  | Yamaha     | 4    |
|      | Luciano Richetti    | Morbidelli | 4    |
|      | Rolf Blatter        | Maico      | 4    |
| 29   | Peter Frohnmeyer    | Nava-DRS   | 3    |
| 30   | Auno Hakala         | Yamaha     | 2    |
|      | Ermanno Giuliano    | LGM        | 2    |
| 32   | Werner Schmied      | Rotax      | 1    |
|      | Pierre Cecchini     | Maico      | 1    |
|      | Lennart Lindell     | Morbidelli | 1    |
|      | Hans Hallberg       | Yamaha     | 1    |

### Constructeurstitel 125 cc
| Pos. | Constructeur | Ptn.     |
| ---- | ------------ | -------- |
| 1    | Morbidelli   | 90 (132) |
| 2    | Bultaco      | 72 (104) |
| 3    | Yamaha       | 28 (30)  |

(Punten tussen haakjes zijn inclusief streepresultaten)

## 50cc-klasse

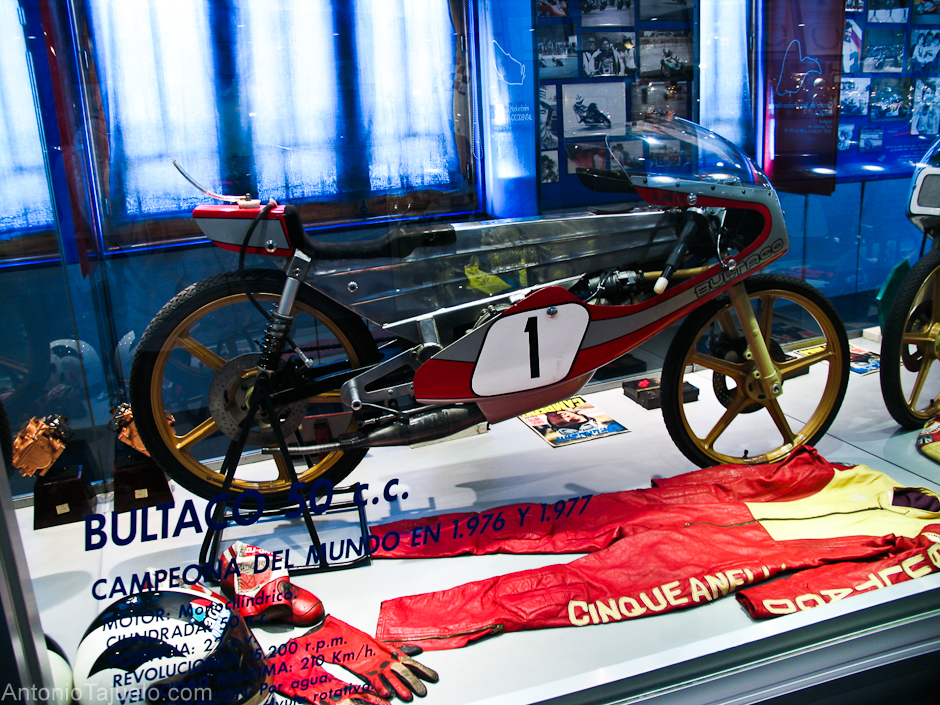
De Bultaco 50cc-TSS Mk2 werd ontwikkeld door Jan Thiel en Martin Mijwaart

Ángel Nieto moest het seizoen beginnen met een machine waar weliswaar "Bultaco" op stond, maar die in feite de 1975 Piovaticci was. Jan Thiel en Martin Mijwaart bouwden tijdens het seizoen de nieuwe monocoque machine waarmee hij wereldkampioen werd. De concurrentie had het niet veel makkelijker. Herbert Rittberger kwam pas goed op stoom toen het "oude" team van Van Veen hem in Assen een Kreidler-blokje gaf, maar toen was Nieto al niet meer te achterhalen. 
Frankrijk, Le Mans
In de openings-Grand Prix in Frankrijk trainde Ángel Nieto met de Bultaco twee seconden sneller dan de rest van het veld, maar in de openingsronde moest hij de vallende Claudio Lusuardi ontwijken en daarbij viel hij zelf ook. Thuisrijder Pierre Audry kwam met zijn ABF als eerste door na de eerste ronde. Stefan Dörflinger, Cees van Dongen, Julien van Zeebroeck en Nico Polane vochten om de tweede plaats, maar Herbert Rittberger (Kreidler) reed al snel naar de leiding. De Nederlanders vielen uit met lege accu's. Rudolf Kunz werkte zich na een slechte start naar de tweede plaats en finishte slechts enkele centimeters achter Rittberger. Dörflinger werd vóór Audry derde. 
Nations GP, Mugello
In Mugello startte de Belg Patrick DeWolf als snelste, maar hij werd al snel voorbijgereden door Ángel Nieto, die van de rest van het veld wegliep en onbedreigd won. Halverwege de race rukte Eugenio Lazzarini met zijn UFO-Morbidelli op naar de tweede plaats en die hield hij ook vast. Ulrich Graf bezette de derde plaats, maar hij kreeg last van een oude schouderblessure en moest Rudolf Kunz voorbij laten gaan. 
Joegoslavië, Opatija
Ulrich Graf nam in Opatija in de tweede ronde de leiding en stond die niet meer af. Nieto was weliswaar in de training het snelste, maar werd slechts derde, achter Herbert Rittberger met zijn Kreidler. 
Nederland, Assen
In Assen verscheen het Van Veen-Kreidler-team met monteurs Jan de Vries en Jaap Voskamp, die steun verleenden aan Nico Polane en Herbert Rittberger. Rittberger was bij de start als eerste weg, maar Ángel Nieto hing meteen aan zijn achterwiel. Eugenio Lazzarini had nu ook een Kreidler en hij wist dit tweetal zelfs te passeren. Nu sloot Nieto achter hém aan en liet Rittberger achter zich. Drie ronden lang kwam Nieto rechtop zittend met opgestoken duim naar zijn team langs de pits, maar toen vond hij het welletjes en gaf hij echt gas. Lazzarini verloor ook wat snelheid door koppelingsproblemen. Intussen was Ulrich Graf na een zeer slechte start naar voren aan het rijden en aan het einde van de race werd hij achter Nieto tweede. Rittberger werd derde omdat Lazzarini steeds verder terugviel.
België, Spa-Francorchamps
Ángel Nieto was in de training in België maar liefst 9 seconden sneller dan zijn tegenstanders, maar in de race wilde de Bultaco niet goed lopen. Herbert Rittberger had in Assen een blokje van de firma Van Veen gekregen en dat liep wel goed. Nieto moest hem dan ook laten gaan en door de overwinning van Rittberger was het kampioenschap ineens weer spannend, want ze hadden allebei twee wedstrijden gewonnen. Ulrich Graf werd in Spa-Francorchamps derde. 
Zweden, Anderstorp
In Zweden verknoeide Rittberger zijn start, terwijl Nieto en Graf ervandoor konden gaan. Ze liepen steeds verder weg van Eugenio Lazzarini die derde was. Na vier ronden had Nieto nog maar vijf versnellingen over, maar hij wist in de laatste ronde Graf toch nog te passeren. 
Finland, Imatra
In de natte race in Finland ging Ángel Nieto aanvankelijk aan de leiding, maar hij kreeg onverwacht tegenstand van de Belg Julien van Zeebroeck. Die had inmiddels net als Rittberger een Van Veen-Kreidler motorblok gekregen. Misschien sneed men zich bij Van Veen daardoor wel in de vingers, want van Zeebroeck wist de race te winnen. Nieto schakelde een versnelling te veel terug waardoor hij ten val kwam, Ulrich Graf reed zo'n beetje de hele race op de tweede plaats en Eugenio Lazzarini werd derde. Herbert Rittberger werd slechts vierde. 
Duitsland, Nordschleife
Ángel Nieto werd door zijn overwinning in de Grand Prix van Duitsland voor de 7e keer wereldkampioen, maar het was de eerste wereldtitel voor de constructeurs van zijn machine, Jan Thiel en Martin Mijwaart. Het Bultaco-motorblok met nummer A 36260 M was in 1974 gedebuteerd in hun Jamathi en had in 1975 in een Piovaticci gehangen. Voor aanvang van de race waren er naast Nieto nog twee kanshebbers voor de wereldtitel: Herbert Rittberger en Julien van Zeebroeck. Ulrich Graf werd door Kreidler en Van Veen in de watten gelegd. In de training mocht hij beide Van Veen-Kreidlers gebruiken en uiteindelijk koos hij voor de inbouw van een Van Veen-motorblok in zijn eigen frame. Ook Rittberger kreeg een Van Veen-blok in een Kreidler frame en van Zeebroeck had een volwaardige van Veen-Kreidler. Graf liep na de start meteen een grote achterstand op, terwijl Rittberger nog even in de buurt van Nieto kon blijven. In de tweede ronde draaide Nieto echter een ronderecord dat meer dan een minuut sneller was dan zijn vorige record. Op de lange Nordschleife hoefde men slechts drie ronden te rijden en Nieto hield 14 seconden over op tweede man Rittberger. Ulrich Graf werd derde. 
Spanje, Montjuïc
Nieto won ook zijn thuisrace, waarin Ulrich Graf al vroeg uitviel. Herbert Rittberger werd tweede en Eugenio Lazzarini eindigde op de derde plaats.

### Uitslagen 50 cc
|   | Datum    | Race               | Circuit                  | 1e                   | 2e                 | 3e                 | Poleposition | Snelste ronde      |
| - | -------- | ------------------ | ------------------------ | -------------------- | ------------------ | ------------------ | ------------ | ------------------ |
| 1 | 25 april | GP van Frankrijk   | Le Mans                  | Herbert Rittberger   | Rudolf Kunz        | Stefan Dörflinger  | Ángel Nieto  | Rudolf Kunz        |
| 2 | 16 mei   | GP des Nations     | Mugello                  | Ángel Nieto          | Eugenio Lazzarini  | Rudolf Kunz        | Ángel Nieto  | Ángel Nieto        |
| 3 | 23 mei   | GP van Joegoslavië | Opatija                  | Ulrich Graf          | Herbert Rittberger | Ángel Nieto        | Ángel Nieto  | Herbert Rittberger |
| 4 | 26 juni  | TT van Assen       | Assen                    | Ángel Nieto          | Ulrich Graf        | Herbert Rittberger | Ángel Nieto  | Ulrich Graf        |
| 5 | 4 juli   | GP van België      | Spa-Francorchamps        | Herbert Rittberger   | Ángel Nieto        | Ulrich Graf        | Ángel Nieto  | Herbert Rittberger |
| 6 | 25 juli  | GP van Zweden      | Anderstorp               | Ángel Nieto          | Ulrich Graf        | Eugenio Lazzarini  | Ángel Nieto  | Ángel Nieto        |
| 7 | 1 aug.   | GP van Finland     | Imatra                   | Julien van Zeebroeck | Ulrich Graf        | Eugenio Lazzarini  | Ángel Nieto  | Ulrich Graf        |
| 8 | 29 aug.  | GP van Duitsland   | Nürburgring Nordschleife | Ángel Nieto          | Herbert Rittberger | Ulrich Graf        | Ulrich Graf  | Ángel Nieto        |
| 9 | 19 sept. | GP van Spanje      | Montjuïc                 | Ángel Nieto          | Herbert Rittberger | Eugenio Lazzarini  | Ángel Nieto  | Ángel Nieto        |

### Eindstand 50 cc
| Pos. | Coureur              | Motorfiets                  | Ptn.    |
| ---- | -------------------- | --------------------------- | ------- |
| 1    | Ángel Nieto          | Bultaco                     | 85 (97) |
| 2    | Herbert Rittberger   | Kreidler/ Van Veen-Kreidler | 76 (92) |
| 3    | Ulrich Graf          | Kreidler                    | 69 (80) |
| 4    | Eugenio Lazzarini    | UFO-Morbidelli/ Kreidler    | 53 (61) |
| 5    | Rudolf Kunz          | Kreidler                    | 34 (39) |
| 6    | Julien van Zeebroeck | Kreidler/ Van Veen-Kreidler | 26      |
| 7    | Rolf Blatter         | Kreidler                    | 25 (26) |
| 8    | Stefan Dörflinger    | Kreidler                    | 25      |
| 9    | Hans-Jürgen Hummel   | Kreidler                    | 20 (23) |
| 10   | Pierre Audry         | ABF                         | 15      |
| 11   | Aldo Pero            | Kreidler                    | 13 (14) |
| 12   | Theo Timmer          | Jamathi                     | 12      |
| 13   | Engelbert Kip        | Kreidler                    | 12      |

| Pos. | Coureur            | Motorfiets  | Ptn. |
| ---- | ------------------ | ----------- | ---- |
| 14   | Gerrit Strikker    | Kreidler    | 9    |
| 15   | Cees van Dongen    | Kreidler    | 9    |
| 16   | Benjamin Laurent   | 3B-Kreidler | 8    |
| 17   | Günter Schirnhofer | Kreidler    | 7    |
| 18   | Theo van Geffen    | Kreidler    | 6    |
| 19   | Robert Lavér       | Kreidler    | 5    |
|      | Ricardo Tormo      | Kreidler    | 5    |
| 21   | Yves Le Toumelin   | Scrab       | 4    |
|      | Ezio Mischiatti    | Derbi       | 4    |
|      | Wolfgang Müller    | Kreidler    | 4    |
|      | Claudio Lusuardi   | Moto Villa  | 4    |
| 25   | Ramón Galí         | Derbi       | 3    |
|      | Bruno Stopp        | Kreidler    | 3    |
| 27   | Ermanno Giuliano   | LGM         | 1    |

### Constructeurstitel 50 cc
| Pos. | Constructeur | Ptn.     |
| ---- | ------------ | -------- |
| 1    | Bultaco      | 85 (97)  |
| 2    | Kreidler     | 84 (118) |
| 3    | Morbidelli   | 53 (61)  |

(Punten tussen haakjes zijn inclusief streepresultaten)

## Zijspanklasse
Doordat de Seymaz-Yamaha van Rolf Biland/Ken Williams zo vaak stuk ging was het al snel duidelijk dat de wereldtitel naar een König zou gaan. Het seizoen bleef lang spannend, waarbij de strijd om de wereldtitel ging tussen de Busch-König van Rolf Steinhausen en Josef Huber en de König van Werner Schwärzel en Andreas Huber. 
Frankrijk, Le Mans
Na een jaar afwezigheid verscheen Klaus Enders weer aan de start in de Grand Prix van Frankrijk, maar hij werd met zijn Keukeroth-Yamaha uitgeschakeld door een gebroken vooras terwijl hij om de derde plaats vocht. Werner Schwärzel/Andreas Huber namen met hun König de leiding na de start maar werden al snel gepasseerd door Rolf Biland/Ken Williams met hun Seymaz-Yamaha, aangedreven door een tot 500 cc teruggebrachte Yamaha TZ 700. Schwärzel viel uit door een gebroken ketting en de Fransen Alain Michel/Bernard Garcia werden met hun GEP-Yamaha tweede, voor Helmut Schilling/Rainer Gundel met hun ARO-Fath. 
Oostenrijk, Salzburgring
Biland/Williams hadden in Oostenrijk de snelste trainingstijd, maar startten slecht en moesten een inhaalrace rijden tot een defecte waterpomp hen tot opgeven dwong. De strijd om de eerste plaats tussen Schwärzel/Huber en Steinhausen/Huber met hun Königs bleef spannend tot Schwärzel motorproblemen kreeg. Steinhausen won, Schwärzel werd toch nog tweede en Siegfried Schauzu/Clifton Lorentz (ARO-Fath) werden derde. 
Isle of Man Sidecar TT, Mountain Course
In de training voor de Sidecar TT draaide George O'Dell (Windle-Yamaha) de snelste tijd, maar Steinhausen/Huber startten verschrikkelijk snel en in een poging hen bij te houden crashte O'Dell bij Glen Helen waarbij zijn bakkenist Alan Gosling gewond naar het ziekenhuis moest worden afgevoerd. De zijspanklasse reed minder ronden dan de soloklassen, maar door de vele tweetaktmotoren was het nu toch nodig geworden (en toegestaan) een tankstop te maken. Dick Greasley/Cliff Holland werden tweede nadat Helmut Schilling/Rainer Gundel met pech terugvielen. Na twee ronden hadden zij dezelfde tijd als Malcolm Hobson/Mick Burns, maar die legden de derde en laatste ronde 7 seconden langzamer af. Nu Klaus Enders toch definitief gestopt was had Siegfried Schauzu de beschikking over de ervaren Wolfgang Kalauch als bakkenist. Schauzu startte moeizaam, maar reed de snelste ronde en werd vierde. 
Nederland, Assen
De Nederlandse combinatie Cees en Jan Smit had als zesde getraind in Assen, maar coureur Cees werd bij de duwstart al getorpedeerd door een andere combinatie en Jan kon niet meer doen dan de zijspancombinatie naast de baan duwen. Biland/Williams startten als snelsten, maar vielen al snel uit door een gebroken zuiger. Schwärzel nam de leiding over, gevolgd door Schauzu en Schmid. De Nederlandse combinatie Martin Kooy/Rob Vader (Kova-König) lag toen op de vijfde plaats achter Gustav Pape/Franz Kallenberg (König). De race verliep tamelijk chaotisch omdat de hitte zowel de motoren als de coureurs en bakkenisten parten speelde. Schauzu nam vier ronden lang de leiding van Schwärzel over maar viel terug met een slecht lopende motor. Schmid kwam even op kop, maar verdween achterstevoren van de baan, wat hem terug bracht naar de tweede plaats. Schwärzel kreeg ook technische problemen en zo kwam de Nederlandse combinatie Kooy/Vader op de tweede plaats terecht. Ze finishten slechts 2 seconden achter Hermann Schmid/Martial Jean-Petit-Matile en voor Pape/Kallenberg. Voor Hermann Schmid was er na de race niets te vieren: hij kreeg een hartstilstand, werd geranimeerd en naar het ziekenhuis afgevoerd. 
België, Spa-Francorchamps
In België leek de race tijdens de trainingen al te zijn begonnen, want er werd hard gevochten om de beste startplaats. Die was uiteindelijk voor Siegfried Schauzu/Wolfgang Kalauch. In de race vormde zich echter al snel een kopgroep met Steinhausen/Huber, Schwärzel/Huber en Schilling/Gundel. Martin Kooy en Rob Vader, die in Assen tweede waren geworden, kregen hun motor niet gestart en waren al bij de start uitgeschakeld. Rolf Biland stond in de eerste ronde ook al stil. De drie combinaties vooraan maakten er een spannende race van, waarbij de posities steeds wisselden. Uiteindelijk won Steinhausen vóór Schwärzel en Schilling. Rolf Steinhausen en Josef Huber waren nu al bijna zeker van de wereldtitel. 
Tsjecho-Slowakije, Brno
De zijspanrace in Tsjecho-Slowakije was wellicht de spannendste van de dag. Aanvankelijk lagen de combinaties Schwärzel/Huber en Steinhausen/Huber aan de leiding, maar Biland/Williams en Schmid/Martial Jean-Petit-Matile, die onderling in gevecht waren, passeerden ze allebei. In de laatste bocht lagen deze vier combinaties nog steeds bij elkaar, tot de ketting van de Seymaz-Yamaha van Biland brak. Schmid won de race vóór Schwärzel, Biland wist als derde over de streep te rollen. 
Duitsland, Nordschleife
In Duitsland startte de Franse combinatie Alain Michel/Bernard Garcia als snelste, maar toen zij gezelschap kregen van Schwärzel/Huber ontstond er een flinke strijd. Michel/Garcia vielen in de laatste ronde uit, waardoor Schwärzel de overwinning greep. Steinhausen/Huber werden tweede en O'Dell/Arthur werden derde.

### Uitslagen zijspanklasse
|   | Datum     | Race                     | Circuit                  | 1e                                        | 2e                              | 3e                                 | Poleposition                        | Snelste ronde                       |
| - | --------- | ------------------------ | ------------------------ | ----------------------------------------- | ------------------------------- | ---------------------------------- | ----------------------------------- | ----------------------------------- |
| 1 | 25 april  | GP van Frankrijk         | Le Mans                  | Rolf Biland/ Kenneth Williams             | Alain Michel/ Bernard Garcia    | Helmut Schilling/ Rainer Gundel    | Werner Schwärzel/ Andreas Huber     | Rolf Biland/ Kenneth Williams       |
| 2 | 2 mei     | GP van Oostenrijk        | Salzburgring             | Rolf Steinhausen/ Josef Huber             | Werner Schwärzel/ Andreas Huber | Siegfried Schauzu/ Clifton Lorentz | Rolf Biland/ Kenneth Williams       | Rolf Steinhausen/ Josef Huber       |
| 3 | 7-11 juni | Isle of Man TT           | Mountain Course          | Rolf Steinhausen/ Josef Huber             | Dick Greasley/ Cliff Holland    | Malcolm Hobson/ Mick Burns         | George O'Dell/ Alan Gosling         | Siegfried Schauzu/ Wolfgang Kalauch |
| 4 | 26 juni   | TT van Assen             | Assen                    | Hermann Schmid/ Martial Jean-Petit-Matile | Martin Kooy/ Rob Vader          | Gustav Pape/ Franz Kallenberg      | Rolf Biland/ Kenneth Williams       | Werner Schwärzel/ Andreas Huber     |
| 5 | 4 juli    | GP van België            | Spa-Francorchamps        | Rolf Steinhausen/ Josef Huber             | Werner Schwärzel/ Andreas Huber | Helmut Schilling/ Rainer Gundel    | Siegfried Schauzu/ Wolfgang Kalauch | Helmut Schilling/ Rainer Gundel     |
| 6 | 22 aug.   | GP van Tsjecho-Slowakije | Masaryk-Ring             | Hermann Schmid/ Martial Jean-Petit-Matile | Werner Schwärzel/ Andreas Huber | Rolf Biland/ Kenneth Williams      | Rolf Steinhausen/ Josef Huber       | Rolf Biland/ Kenneth Williams       |
| 7 | 29 aug.   | GP van Duitsland         | Nürburgring Nordschleife | Werner Schwärzel/ Andreas Huber           | Rolf Steinhausen/ Josef Huber   | George O'Dell/ Kenny Arthur        | Rolf Biland/ Kenneth Williams       | Werner Schwärzel/ Andreas Huber     |

### Eindstand zijspanklasse
| Pos. | Coureur               | Bakkenist                           | Motorfiets    | Ptn.    |
| ---- | --------------------- | ----------------------------------- | ------------- | ------- |
| 1    | Rolf Steinhausen      | Josef Huber                         | Busch-König   | 65 (68) |
| 2    | Werner Schwärzel      | Andreas Huber                       | König         | 51 (59) |
| 3    | Hermann Schmid        | Martial Jean-Petit-Matile           | Schmid-Yamaha | 38      |
| 4    | Rolf Biland           | Kenneth Williams                    | Seymaz-Yamaha | 33      |
| 5    | Siegfried Schauzu     | Clifton Lorentz en Wolfgang Kalauch | ARO-Fath      | 32      |
| 6    | Helmut Schilling      | Rainer Gundel                       | ARO-Fath      | 30      |
| 7    | Dick Greasley         | Cliff Holland                       | Chell-Yamaha  | 24      |
| 8    | George O'Dell         | Alan Gosling en Kenny Arthur        | Windle-Yamaha | 21      |
| 9    | Alain Michel          | Bernard Garcia                      | GEP-Yamaha    | 20      |
| 10   | Martin Kooy           | Rob Vader                           | Kova-König    | 17      |
| 11   | Bruno Holzer          | Karl Meierhans                      | LCR-Yamaha    | 14      |
| 12   | Malcolm Hobson        | Mick Burns en John Inchliff         | Yamaha        | 12      |
| 13   | Ted Jansen            | Erich Schmitz                       | Yamaha        | 11      |
| 14   | Gustav Pape           | Franz Kallenberg                    | König         | 10      |
| 15   | Otto Haller           | Erich Haselbeck                     | Kraus-BMW     | 9       |
| 16   | Amedeo Zini           | Andrea Fornaro                      | König         | 8       |
| 17   | Hanspeter Hubacher    | Kurt Huber                          | Yamaha        | 8       |
| 18   | Walter Ohrmann        | Bernd Grube                         | Yamaha        | 8       |
| 19   | Gerry Boret           | Nick Boret                          | Yamaha        | 6       |
|      | Jeff Gawley           | Kenny Birch                         | König         | 6       |
|      | Rudi Kurth            | Dane Rowe                           | CAT-Yamaha    | 6       |
| 22   | Graham Milton         | John Brushwood                      | Magnum        | 5       |
|      | Hermann Huber         | Hans Seib                           | König         | 5       |
| 24   | Ernst Trachsel        | Benedikt Stähli                     | Yamaha        | 4       |
| 25   | Peter Campbell        | Russell Campbell                    | Yamaha        | 3       |
| 26   | Jaap Geerts           | Jan van Veen                        | König         | 2       |
| 27   | Heinz Luthringshauser | Lorenzo Puzo                        | BMW           | 1       |
|      | Tony Wakefield        | Colin Newbold                       | Magnum        | 1       |
|      | Kurt Jelonek          | Volker Rieß                         | König         | 1       |

### Constructeurstitel zijspanklasse
De constructeurstitel werd aan Busch-König toegekend.

## Trivia
- Voorafgaand aan de Grand Prix van Finland probeerde de sociaaldemocratische partij de Zuid-Afrikaanse coureurs Alan North en Jon Ekerold het starten - zonder succes - te beletten vanwege de Apartheidspolitiek.